# Conquête musulmane de l'Hispanie
Batailles
- Guadalete
- Écija
- Tolède
- Cordoue
- Medina-Sidonia
- Carmona
- Mérida
- Murcie
- Séville
- Saragosse
- Monts Cantabriques

La conquête musulmane de l'Hispanie est l'expansion initiale du califat omeyyade sur l'Hispanie (ancien nom latin de la péninsule ibérique), s'étendant en grande partie de 711 à 726. La conquête aboutit à la destruction du royaume wisigoth et l'établissement de la wilaya d'al-Andalus et marque l'expansion la plus occidentale du califat omeyyade et de la domination arabo-musulmane en Europe.
La conquête du royaume wisigoth par les dirigeants musulmans du califat omeyyade est un long processus, qui dure quinze ans, de 711 à 726, dans lequel ils viennent prendre la péninsule Ibérique et une partie du Sud de la France actuelle, bien que ce qui est le territoire péninsulaire du royaume soit déjà conquis en 720, soit neuf ans après le début de la conquête.
En 711, le général omeyyade Tariq ibn Ziyad sous les ordres de Moussa Ibn Noçaïr débarque à Gibraltar, dans la péninsule Ibérique, à la tête d'une armée composée de 12 000 soldats. Il fait campagne plus au nord après avoir vaincu Rodéric à la bataille de Guadalete, après quoi il est renforcé par une armée de 18 000 soldats arabes dirigée par Moussa ibn Noçaïr en personne. En 717, les forces militaires omeyyades franchissent les Pyrénées et envahissent la Septimanie et la Provence (734).

## Contexte

### L'Hispanie de la fin duVIIesiècle

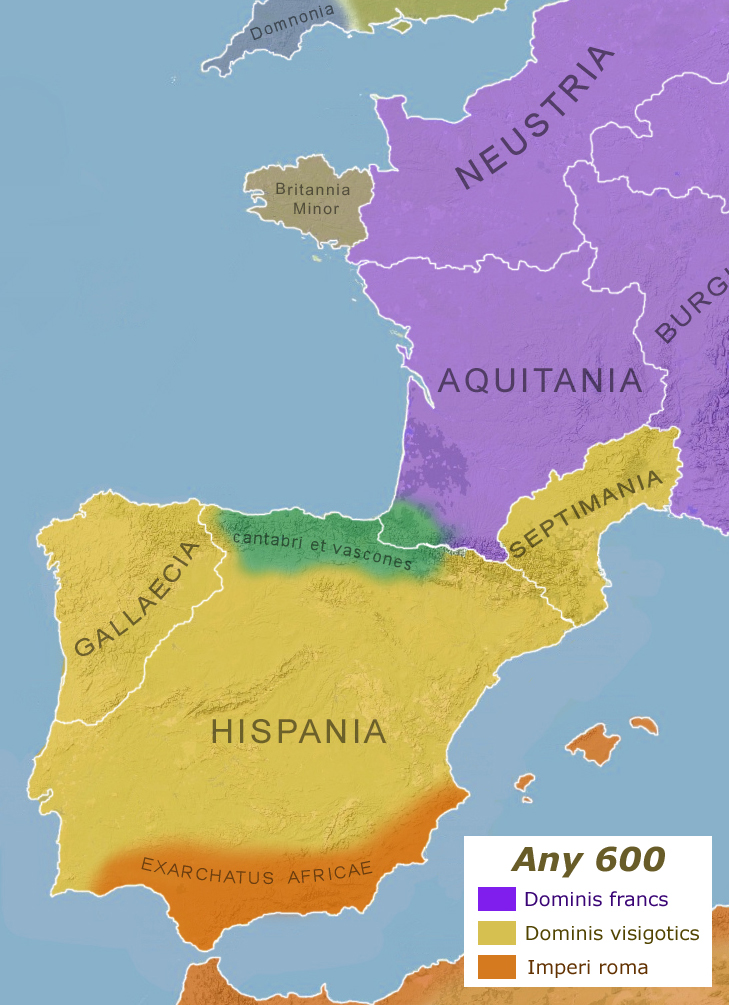
La péninsule Ibérique avant la conquête musulmane.

Avant les premières conquêtes musulmanes en 711, le territoire de la péninsule Ibérique constituait la partie sud du royaume wisigoth, à l'exception des régions rebelles astures, cantabres et basques du nord, et des côtes restées romaines (exarchat de Carthage) du sud. Les rois wisigoths régnaient depuis les Invasions barbares du Ve siècle sur la péninsule Ibérique et la Septimanie dans le sud de la Gaule. Les Baléares sont alors encore romaines, et n'ont pas été concernées par la conquête musulmane. Elles passeront sous la dépendance au moins nominale du royaume franc en 798, la flotte romaine d'Orient, trop éloignée de ses bases, ne parvenant plus à les défendre des attaques musulmanes. Malgré la protection franque, ces attaques continuent, conduisant à une certaine soumission politique, puis à la conquête de l'archipel par l'émirat de Cordoue, entre 902 (Ibiza et Majorque) et 903 (Minorque).
Comparée aux premières conquêtes arabo-musulmanes, la conquête de la péninsule Ibérique fut beaucoup plus difficile que celle de l'expansion primitive : six ans pour maîtriser toute la péninsule arabique (628-634) ; la Syrie en quatre ans (634 à 638) ; l'Égypte en cinq ans (638 à 643) ; un an pour la Tripolitaine, la Cyrénaïque et la Libye (644) ;  six ans pour la Mésopotamie (636-642) et huit ans pour la Perse (642-650). (Une seule exception : soixante-deux ans pour le territoire formant l'actuelle Algérie (647-709)). Par contraste, la conquête du royaume wisigoth a exigé de nombreuses campagnes, des renforts constants, des trêves avec les noyaux résistants.
Ces difficultés ont plusieurs causes : topographie du territoire, faiblesse numérique des forces musulmanes conquérantes, forte cohérence sociale du royaume wisigoth et résistance et révoltes constantes des populations romanes, wisigothes et basques. D'autres facteurs, inversement, ont facilité l'action des conquérants : la grande centralisation politique du royaume wisigoth, l'insécurité causée par les troupes d'esclaves fugitifs, l'appauvrissement des grands domaines médiévaux (en particulier pendant le règne de Wittiza) et la perte de puissance du roi face à ses nobles. En outre, l'utilisation du dense réseau de routes romaines, qui existaient encore, a facilité les mouvements des troupes musulmanes.
Mais le facteur le plus important de cette chute était peut-être la grave crise démographique du royaume wisigoth, qui, dans les vingt-cinq années précédentes, avait perdu plus du tiers de sa population. Cela était dû aux épidémies de peste et des années de sécheresse et de famine à la fin du VIIe siècle, notamment pendant le règne de Égica, qui frappèrent encore très durement sous Wittiza, le prédécesseur de Rodéric.
Cette fin du VIIe siècle marque le début du chaos : peste et famine, mais aussi menaces franques au nord, et le début des incursions musulmanes sur les côtes, qui ne frappent d'abord que les provinces restées romaines. Le pouvoir wisigoth se maintient tant bien que mal en privilégiant une extrême centralisation et en tentant de prolonger les cadres de l'autorité royale.

### Querelles dynastiques

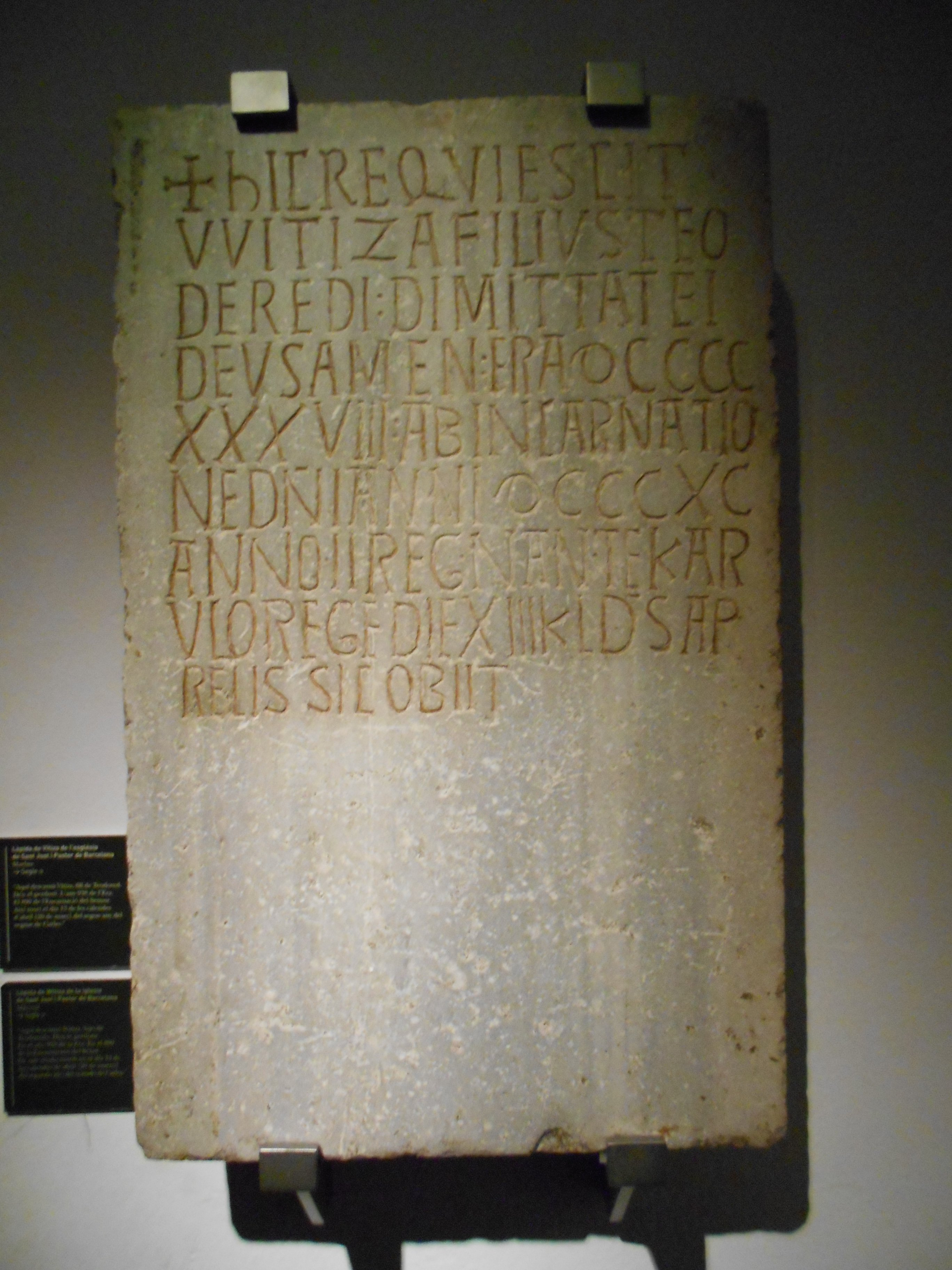
Pierre tombale du roi Wittiza.

En outre, une lutte politique majeure a lieu entre deux clans goths revendiquant chacun le trône, qui cause plusieurs décennies de division politique du royaume et crée des problèmes constants.
En 710, le roi Wittiza meurt.
À la fin de 710, après la mort de Wittiza, Hroþareiks ou Rodericus (connu plus tard comme Rodéric), duc de Bétique, grossièrement équivalente à la province romaine du même nom et de ce qui deviendra l'Andalousie et, apparemment, petit-fils de Chindaswinthe, est élu et proclamé roi à Tolède par le sénat de l'aristocratie wisigothe. On ne sait pas avec certitude s'il était alors révolté contre le défunt roi, le supplantant, mais le fait est qu'il a obtenu le soutien de la majorité dans l'assemblée électorale de la noblesse. Il est donc roi légitime, selon la loi wisigothe.
Cependant, une partie de la noblesse soutient un autre roi, Agila II (Agila ou Achille), duc de Tarragone. Agila II dirigeait le nord-est (au sud de la France, l'actuelle Catalogne et la vallée de l'Èbre, c'est-à-dire les provinces wisigothiques d'Ibérie et de Septimanie, grossièrement équivalentes aux anciennes provinces romaines de Gaule narbonnaise et Hispanie citérieure), frappant même sa propre monnaie. Agila II est peut-être même associé plus tôt, dès 708, au règne de Wittiza, au clan duquel il semble appartenir (certaines sources le citent comme son fils, mais c'est peu probable).
Le royaume est donc dans une situation de conflit civil, ou du moins se trouve scindé avec une sorte d'accord tacite de partage et d'association (comme cela avait déjà eu lieu à plusieurs reprises dans le passé).
D'un côté il y a le clan Wamba-Égica auquel appartient ou est lié Wittiza, et de l'autre le clan Réceswinthe-Chindaswinthe, à qui appartient Rodéric.
Cette situation divise de plus en plus l'élite aristocratique et militaire en deux factions irréconciliables. Les divisions internes entre les grandes familles nobles wisigothes, s'ajoutant à la crise posée par la succession de Wittiza, facilitent encore la progression de la conquête, au point que certains historiens considèrent que les partisans de Wittiza ont pu être instigateurs et même les alliés, explicites ou opportunistes, de l'invasion des musulmans.
Dans cette situation divisée et vulnérable, l'invasion a lieu quelques mois après l'accession de Rodéric au trône.

### Les musulmans en Afrique du Nord

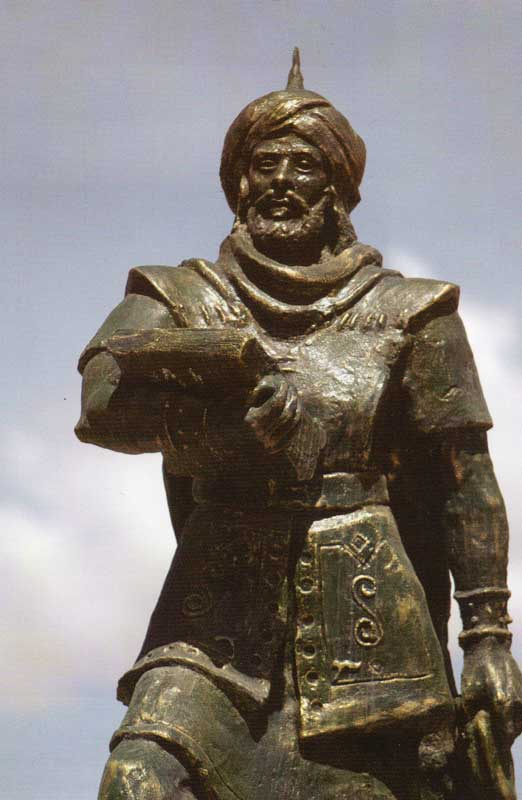
Statue du général arabe Oqba Ibn Nafi Al Fihri.

Oqba Ibn Nafi al-Fihri a commencé la conquête des territoires byzantins en Afrique du Nord en 669. Sa conquête initiale s'achève sur ce qui est aujourd'hui le Maroc, à la fin de 670.
Mais la rébellion berbère contre ces conquérants les repousse vers la Libye. Les Berbères dirigés par Koceïla parviennent même à prendre Kairouan, la nouvelle capitale musulmane d'Ifriqiya.
Les musulmans, par des campagnes successives, reprennent non seulement ce territoire, mais également les ports fortifiés qui étaient restés byzantins. Malgré l'aide d'une flotte byzantine, Carthage est rasée à la fin de l'année 697. Il leur faut pourtant encore huit ans pour soumettre à nouveau le reste de l'Afrique du Nord, conquête achevée en 705 avec la prise de Tanger.
Les musulmans prennent ensuite Ceuta (710), la place forte qui avait été l'enjeu d'une lutte constante entre les Wisigoths et les Byzantins. Cette ville avait été reprise par les Wisigoths quelque vingt ans plus tôt, profitant de la chute de l'Afrique byzantine.
Selon une légende dont on ne peut confirmer la véracité, le comte Julien, gouverneur wisigoth de Ceuta, dont la fille, Florinda, aurait été violée par Rodéric, aurait à la suite de cela fourni un soutien logistique à l'armée musulmane.
Cette fille reste dans l'imaginaire collectif comme la Cava, terme désignant une dame aux mœurs légères. L'identité de Julien est très obscure : s'il est fort probable qu'il fut un exarque byzantin, certaines sources privilégient l'hypothèse d'un duc vassal des rois de Tolède ou bien encore d'un seigneur berbère indépendant qui a échappé à la conquête arabo-musulmane.
La domination finale musulmane est le résultat de plus de 30 années de guerre, pendant lesquelles les musulmans ont occupé peu à peu l'ensemble de l'Afrique du Nord, y compris les royaumes berbères chrétiens.
Les musulmans ont dès le départ le projet de conquérir l'Espagne. Mais cette longue campagne d'Afrique du Nord les a contraints à reporter leurs plans de conquête de l'Hispanie, afin de mettre d'abord fin à la rébellion berbère.
Les musulmans ont cependant poussé des reconnaissances sur le territoire espagnol, sondant les côtes espagnoles avec des attaques courtes et des pillages dans plusieurs villes. Dès 687, sous le règne de Ervige, les musulmans font une première incursion sur la côte levantine.
La dernière a lieu en juillet 710, après la conquête de Ceuta, avec le débarquement de Tarif ibn Malik sur l'île de Tarifa. En 710, le général Tāriq ibn Ziyād envoie Tarif ben Malluk (qui donnera son nom à Tarifa) à la tête de 400 hommes et 100 chevaux pour débarquer au sud de la péninsule Ibérique, tester et préparer la conquête. Selon des sources espagnoles, le comte Julien accompagne Tarif lors de cette expédition, en tant que guide.
Apparemment, les musulmans ont également entamé des négociations avec la noblesse opposée au roi Rodéric. On ne sait pas si ceux qui sont loyaux aux héritiers de Wittiza (y compris peut-être le futur roi Agila II) ont effectivement appelé à un soutien musulman (comme Atanagildo l'avait fait avec les Byzantins, cédant en échange une partie du territoire), mais en tout cas, si un tel accord a existé, ceux-ci ne l'ont pas respecté. En tout état de cause, la division de la noblesse wisigothe a bénéficié aux musulmans.

### Hypothèse de soutien des populations juives
Selon une hypothèse historique, les juifs, maltraités lors des règnes précédents (notamment avec leur conversion forcée en 617), ont offert un accueil favorable aux musulmans. Il n'existe pas de chronique ou de récits contemporains de la conquête et aucun rôle particulier attribué aux juifs n'est mentionné par les chroniques et récits jusqu'au XIIIe siècle. L'hypothèse de trahison des juifs apparaît en 1236, dans le récit chrétien de Luc de Tuy, chronicon mundi qui accuse les juifs de l'ouverture des portes de Tolède.
Les rapports des chrétiens d'Afrique du Nord, qui ont fui la région, ont signalé l'appui donné là-bas aux musulmans par les juifs - appui logique, étant donné qu'ils étaient harcelés par le pouvoir byzantin.
Outre la diaspora d'Afrique du Nord d'origine judaïque, il y avait de nombreux Berbères convertis au judaïsme par prosélytisme et métissage. Dans cette population autochtone, un grand nombre a également apporté son soutien aux musulmans dans leur conquête, et s'est attaché à eux (ainsi que beaucoup de chrétiens berbères) par des liens de clientèle.
Par ailleurs, on se rappelle que les musulmans ont déjà fait quelques incursions dans la péninsule.
Ceci a suscité la crainte d'une possible collaboration des juifs avec eux lors d'une éventuelle conquête.
Ce soutien des juifs aux conquérants est dû à ce qu'ils ont été constamment opprimés par la législation wisigothe (à quelques exceptions près, comme sous les rois Wittéric et Swinthila), pour avoir feint sous la contrainte de se convertir au christianisme (contre l'avis des évêques, comme Isidore de Séville, qui en avait pris la défense). Vérité ou prétexte, l'accusation de trahison est utilisée contre eux.
En conséquence, la plupart des juifs ont à l'époque été réduits en esclavage en 694, sous le règne d'Égica (à l'exception de ceux de Narbonne, parce que la province n'a pas encore récupéré de la dernière plaie), sous l'accusation de « Ils conspirent contre le roi avec les musulmans d'Afrique du Nord ».
Les juifs savent, d'après ce qui était arrivé en Afrique du Nord, que cela leur permettrait d'améliorer leur situation, les dirigeants musulmans leur donnant le même statut que la population chrétienne.
Les conquérants musulmans reçoivent alors le soutien d'une partie de la très grande population juive en Bétique, dans la Gaule narbonnaise et sur les rives de la Méditerranée. Cette population est présente principalement dans les centres urbains, notamment, entre autres, les communautés de Narbonne, Tarragone, Sagonte, Elche, Lucena, Elvira, Cordoue, Mérida, Saragosse, Séville, Malaga et la capitale, Tolède.

## Prise de Séville en 711

### Débarquement de Tariq

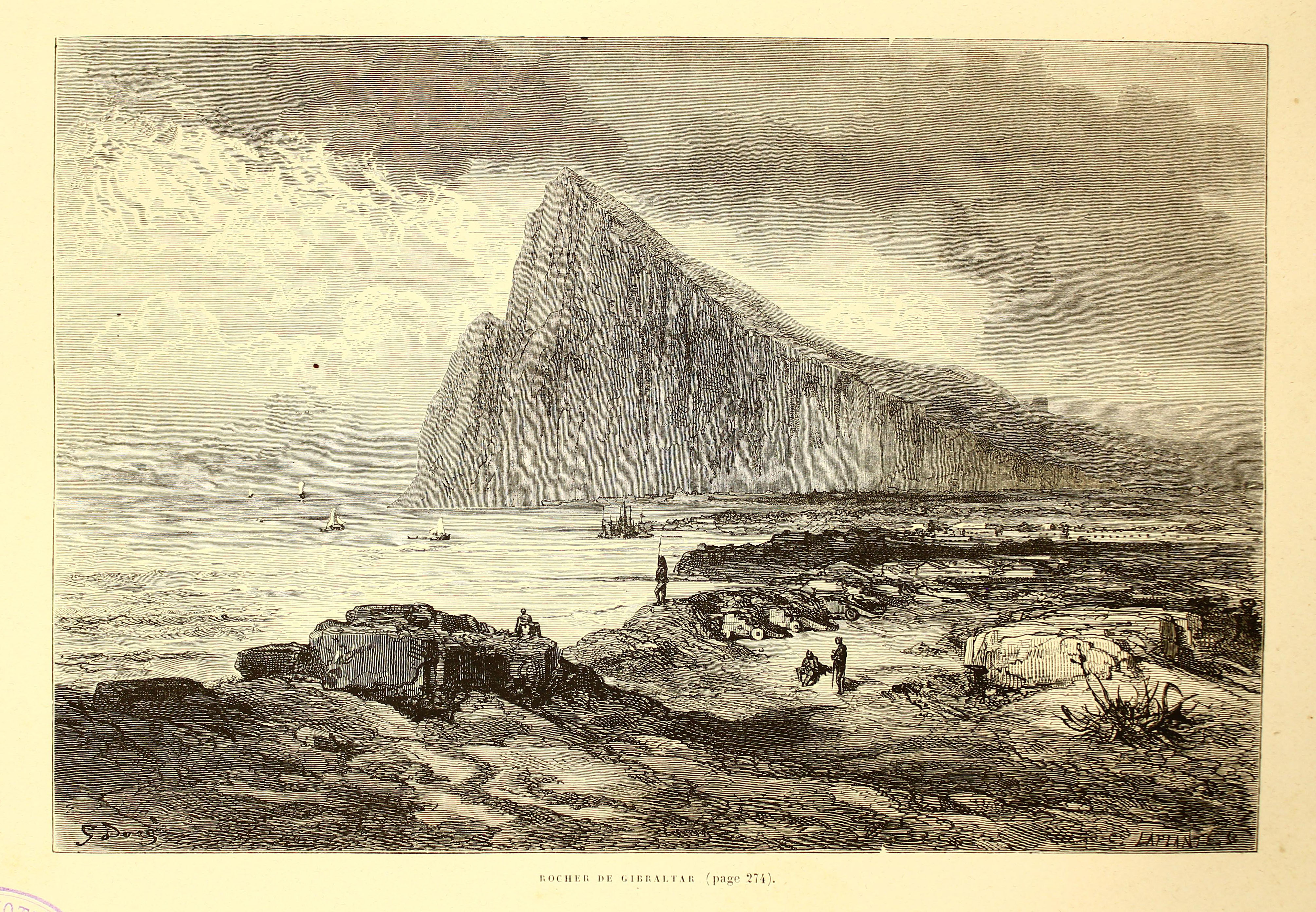
Presqu'île et rocher de Gibraltar vu depuis la côte.

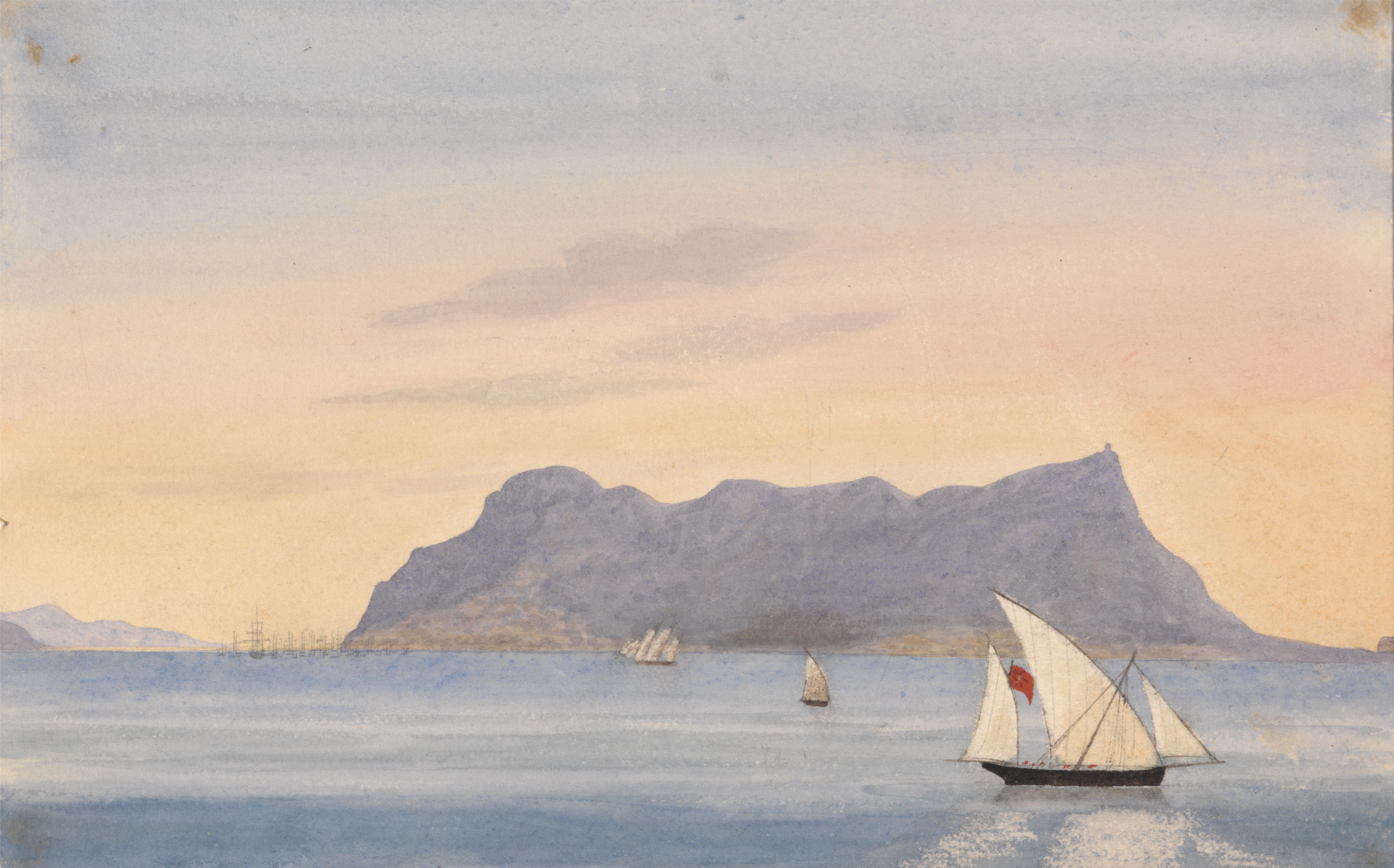
Gibraltar vu de l'autre côté de la baie, depuis Algésiras.

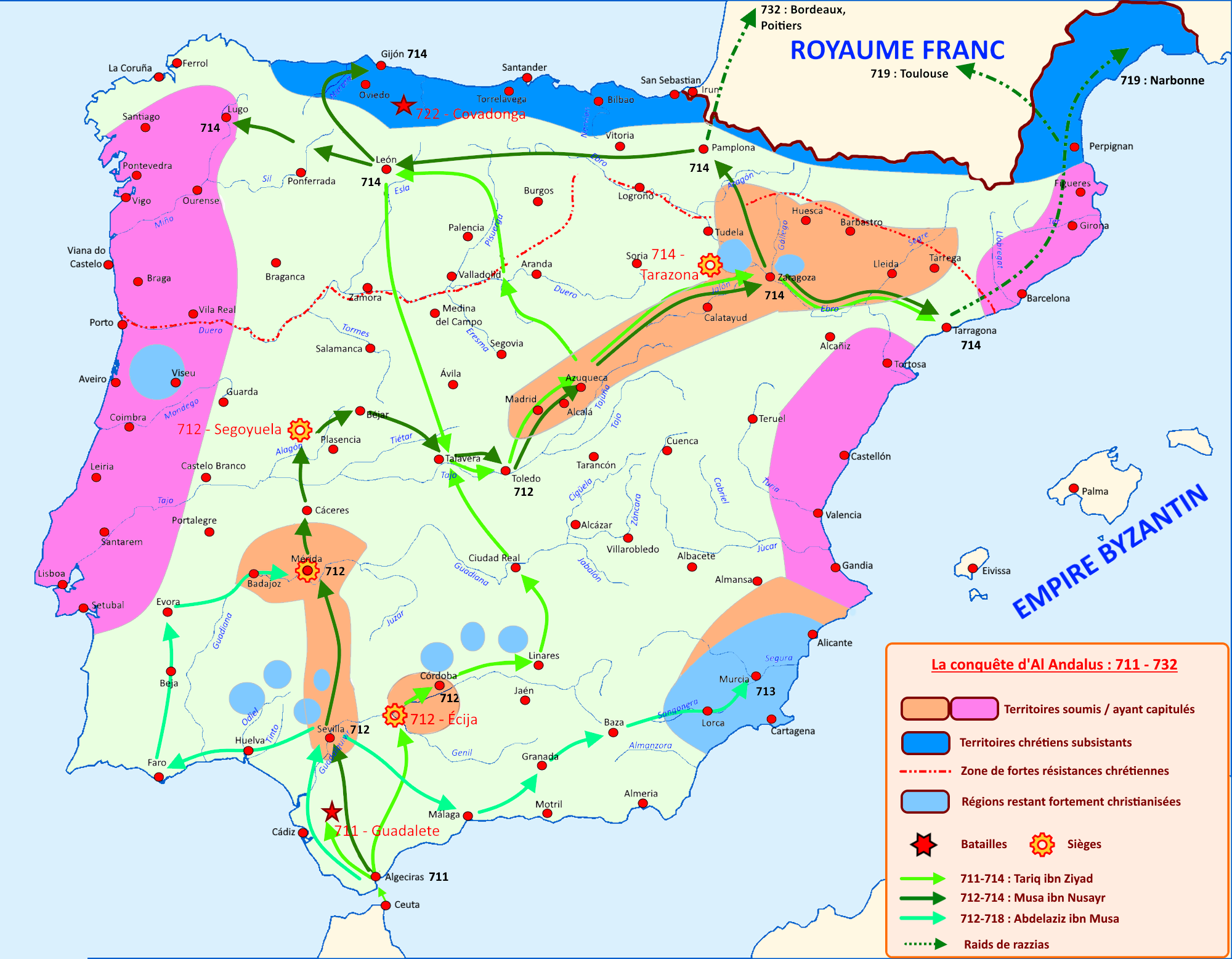
Conquête musulmane de 711 à 718.

Tariq ibn Ziyad, le gouverneur de Tanger, est un berbère initialement vassal d'une tribu musulmane, libéré par Musa Ibn Noçaïr, le gouverneur de l'Ifriqiya sous le Wali de l'Égypte.
Selon certaines sources, c'est Musa qui ordonna à son adjoint Tariq de lancer la conquête.
Cependant, d'autres sources considèrent que Musa ne connaissait pas les plans de Tariq, lequel a agi de son propre chef, et que Musa n'est venu à son soutien qu'après avoir appris sa victoire.
Que ce soit sur ordre ou de sa propre initiative, Tariq débarqua le 30 avril 711, au début du printemps, dans la baie d'Algésiras (alors appelé Iulia Traducta), avec une armée de quelque 7 000 hommes principalement berbères (selon les recherches récentes), et même quelques chrétiens d'Afrique du Nord (les sources musulmanes varient entre 1700 et 12 000 hommes, 7000 étant un chiffre intermédiaire souvent retrouvé dans l'historiographie).
Tariq s'installa une base sur le rocher de Gibraltar (dont le nom actuel dérive de ce conquérant, « جبل طارق », Jebel al-Tariq, « Montagne de Tariq »), où il est bien protégé par le relief, tandis que son armée grossit des débarquements successifs.
Après le débarquement, Ṭāriq aurait brûlé ses navires et tenu un discours, devenu célèbre, à ses soldats :

« Ô gens, où est l'échappatoire ? La mer est derrière vous, et l'ennemi devant vous, et vous n'avez par Dieu que la sincérité et la patience […] »

— Ṭāriq ibn Ziyād
De là, il commence le pillage des zones et des villes du sud de l'Andalousie.
Cependant, ce débarquement de Tariq ne suscite pas initialement une grande inquiétude.
Dans les années précédentes, il y a eu plusieurs raids militaires musulmans contre des villes du sud, qui ont été repoussés ou qui se sont rapidement retirés avec leur butin. En outre, selon l'organisation militaire édictée par Wamba et remaniée par son successeur Ervigio, dans un rayon de cent miles autour de la zone où surgit un danger, tous ses sujets ont l'obligation de prendre les armes, sans convocation spéciale, dès qu'ils en ont connaissance. Certes, en dépit des sanctions sévères, cette règle n'était pas toujours bien respectée. Mais il est clair que les nobles propriétaires de la région sont intéressés à défendre leurs biens et les cultures. Par ailleurs, le comte de chaque territoire a comme mission d'en assurer la défense.
Rapidement renforcé, ce contingent musulman défait cependant une première armée wisigothe commandée par un cousin du roi, Sancho.

### Renforcements dans le Sud

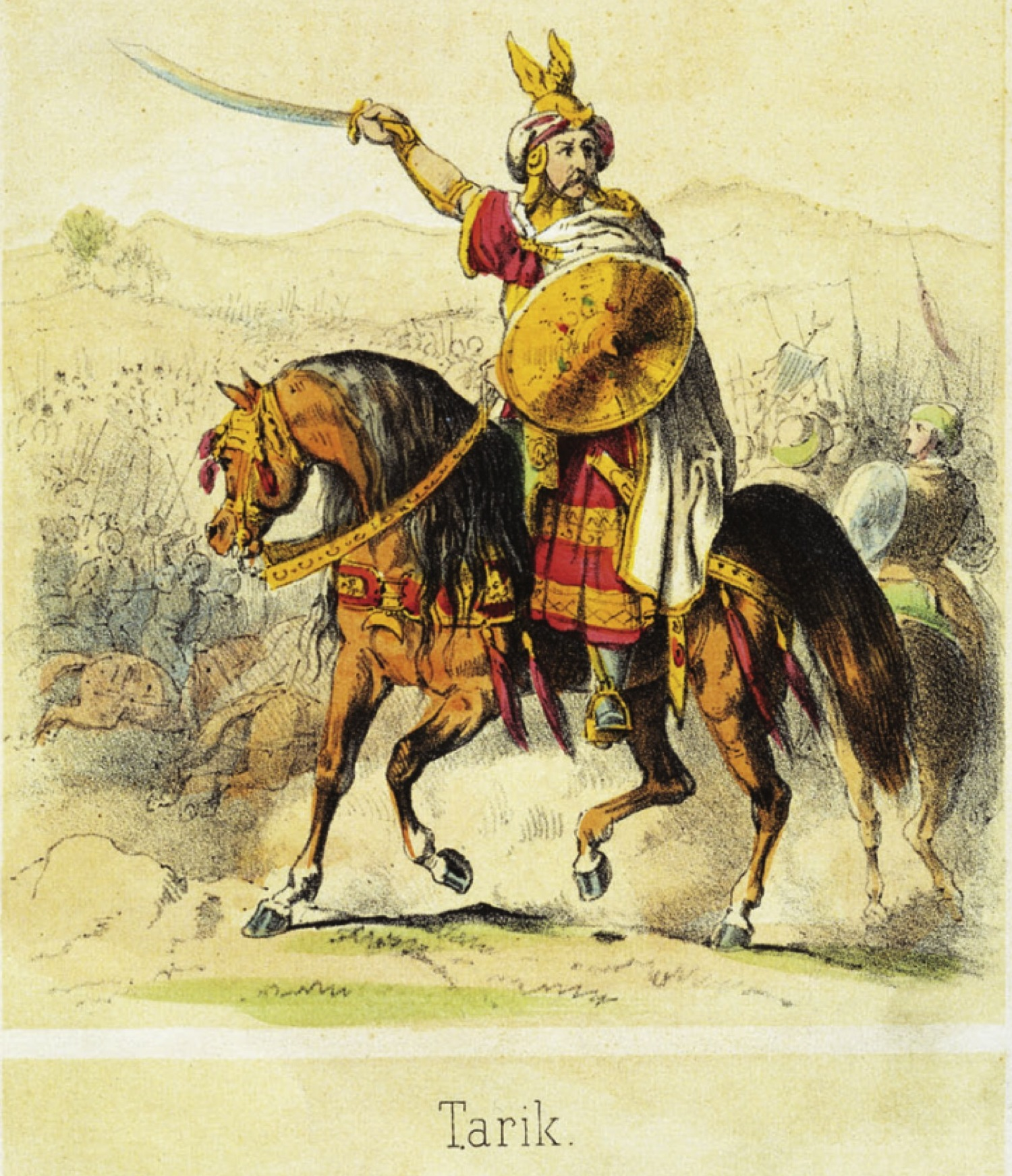
Tariq ibn Ziyad.

Le débarquement armé de Tariq bénéficie de ce que le comte de Bétique est alors parti avec Rodéric en campagne dans le nord, apparemment contre les Basques. Quand le roi est en campagne militaire, les ducs du royaume doivent l'accompagner, à la fois pour fournir les effectifs nécessaires, et pour empêcher un soulèvement pendant que le roi est sur d'autres terres.
Rodéric ne peut pas réagir immédiatement, car il est encore en campagne dans le nord, et assiège alors la ville de Pampelune, dont les murs ont été récemment restaurés par le roi wisigoth Wamba. Cette ville est soit tombée entre les mains des Basques, soit dans les mains de nobles fidèles à Agila II.
Ainsi, c'est seulement après avoir constaté que les forces mobilisées au sud de la péninsule sont impuissantes contre Tariq, et que celui-ci ne semble pas se retirer comme cela avait été le cas des attaques musulmanes précédentes, que Rodéric marche contre lui.
Lorsque les troupes commandées par Rodéric entrent enfin en contact avec Tariq, il y a déjà plusieurs mois qu'il a pris pied dans le Sud. Pendant ce temps, Tariq a obtenu le renfort de 5 000 Berbères supplémentaires.
La bataille a lieu à la fin de juillet 711, et est précédée pendant plusieurs jours par divers accrochages et escarmouches.

### Bataille de Guadalete

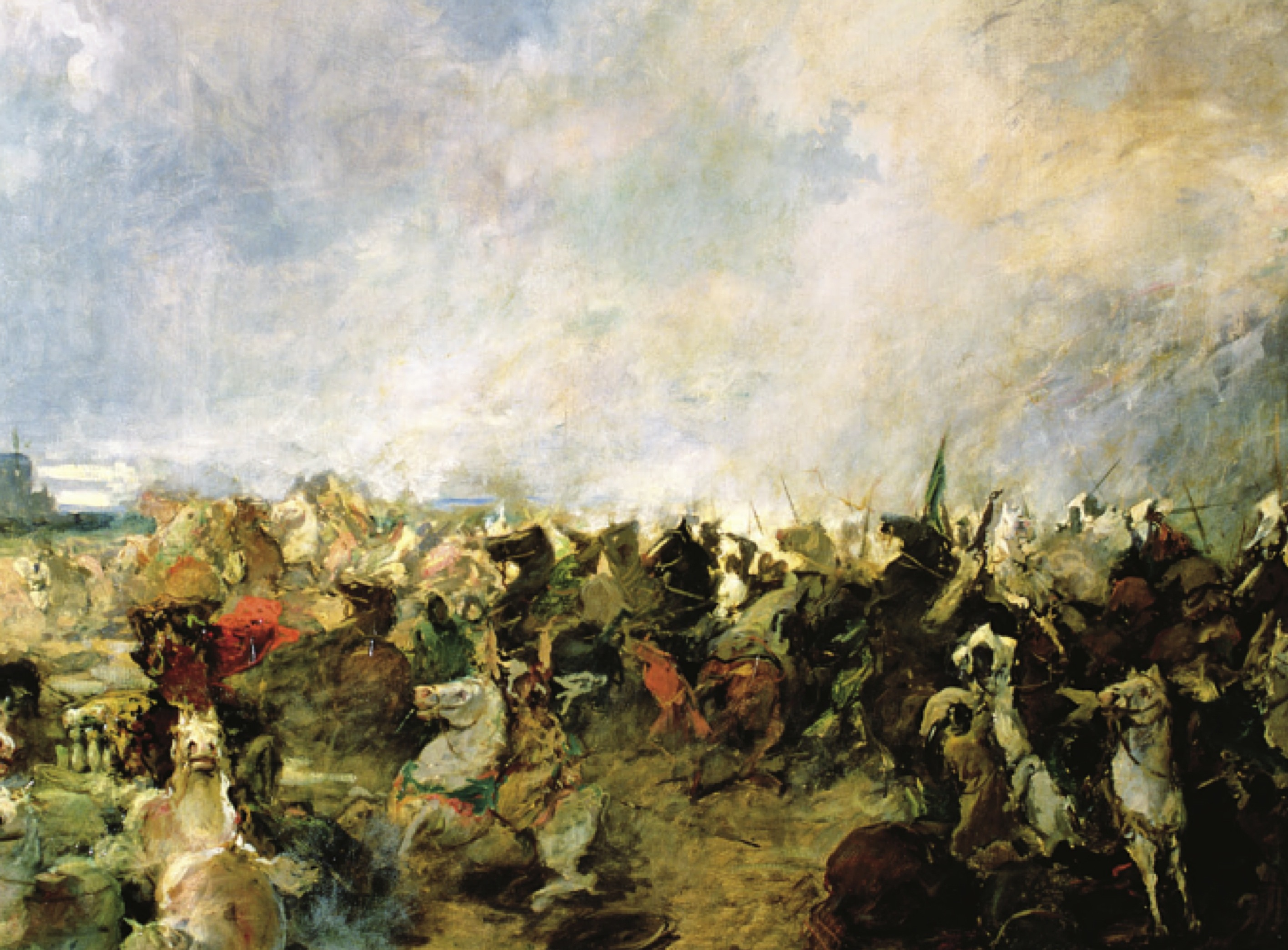
Bataille du Guadalete.

De retour du nord, Rodéric a quitté Tolède sans avoir pris le temps de récupérer.
Rodéric est défait en une seule bataille, traditionnellement située sur les rives du fleuve Guadalete. Certains historiens situent cependant la « bataille du Guadalete » plus au sud, soit sur les rivières Salado ou Barbate, ou le long du lac Janda, ou même le long du fleuve Guadarranque (es)).
Le roi Rodéric est tué au cours de la bataille, ou meurt peu après. La plupart des nobles y périssent également, que ce soit ceux restés fidèles au roi, ou ses adversaires partisans de Wittiza. C'est la destruction brutale de l’Hispania wisigothe.
Tariq récolta un grand butin, Rodéric ayant voyagé luxueusement, avec le faste et les richesse des rois wisigoths depuis Leovigildo, imitant le faste et la richesse de la cour des empereurs byzantins.

### Arrivée de l'armée de Musa

Début de la conquête.

Tariq ayant établi une tête de pont dans le sud, Moussa Ibn Noçaïr (Musa ben Nusayr), gouverneur d'Ifriqiya, débarque en Espagne la même année, avec une nouvelle armée de 10 000 à 18 000 hommes, d'origine arabe et syrienne,,, dans la ville de Cadix, et la place sous contrôle musulman. Les forces musulmanes, bien armées, conquièrent ensuite facilement, presque sans résistance, Medina-Sidonia. Puis elles vont assiéger Séville, mais celle-ci ne tombe qu'après un siège d'un mois.
Séville était importante parce que cette ville était la capitale de la province wisigothe de Hispalis et les musulmans interdisent ainsi toute action coordonnée provenant de cette région. Ainsi s'achève le début de la conquête, par la maîtrise d'un petit territoire, à partir duquel pourront être lancées des opérations de plus grande envergure.
À la mort de Rodéric, une partie de la noblesse choisit Oppas, fils du roi Wittiza et frère de Egica, mais il n'a jamais été accepté ni surtout apparemment couronné en tant que tel. Il y eut des affrontements entre les Wisigoths eux-mêmes, entre les fidèles à Agila II et d'autres nobles opposants à Wittiza, qui refusaient d'accepter le nouveau roi.
Oppa peut d'abord compter sur la bénévolence voire le soutien des forces musulmanes, mais en tout cas, il dut finalement les affronter.

## Campagnes de Musa 711-712

### Prise du Sud

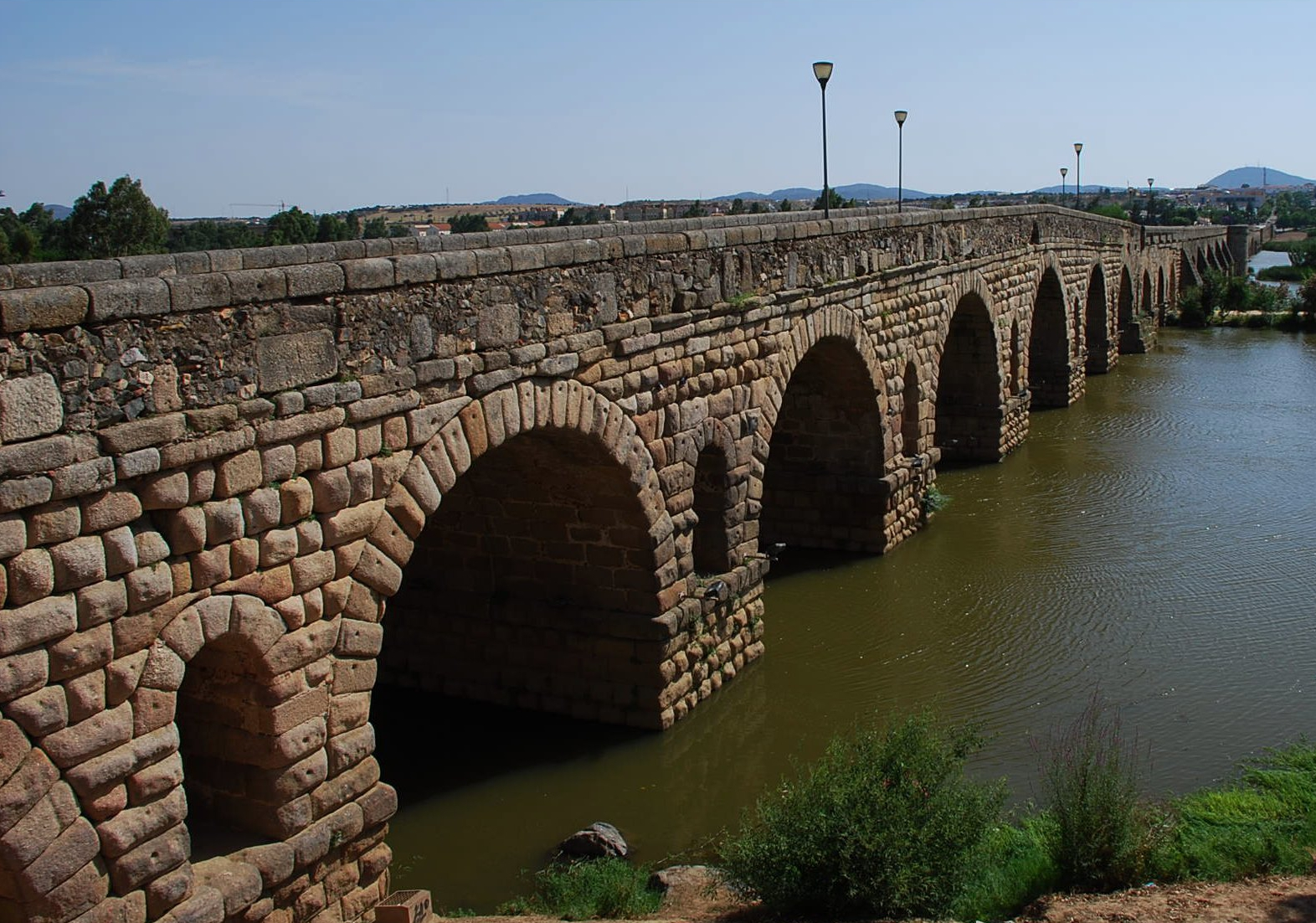
Mérida - Pont romain sur la chaussée romaine au passage de la Guadiana.

Une fois Séville conquise, elle devient la base des opérations militaires musulmanes. De cette ville partent deux armées indépendantes.
L'une va a Cordoue, capitale de la province wisigothe de l'Andalousie, et l'autre à Merida, capitale de la province de Lusitanie. Chaque province étant dirigée de manière centralisée depuis sa capitale, il s'agit pour les musulmans de maîtriser dès que possible les centres administratifs et militaires des Wisigoths, pour interdire toute réponse coordonnée et énergique de ces derniers.
En outre, Musa, bien informé et conseillé, veut atteindre dès que possible Tolède, capitale d'un royaume wisigoth très centralisé ; il est donc important de supprimer les obstacles aussi rapidement que possible. Pour ce faire, ses troupes utilisent les voies romaines, ce qui facilite leur déplacement, et soumettent toutes les villes sur leur chemin, par force ou en négociant leur reddition.
De son côté, Tariq avance le long du Guadalquivir. Une nouvelle bataille a lieu près de Écija, contre les restes de l'armée royale et des renforts levés sur l'Andalousie, qui avait pu être rassemblés grâce à la résistance d'un mois de Séville. Mais les musulmans l'emportent encore une fois. Ils abandonnent cependant la ville de Écija pour aller prendre par surprise la ville de Cordoue, à l'exception de la citadelle qui résiste. Après la reddition de la ville par le comte wisigoth, tous les défenseurs de la citadelle sont massacrés par les musulmans.
Ils continuent ensuite en prenant d'autres villes de l'Andalousie orientale, comme Malaga et Grenade dans le sud, et Martos, Jaen et Baeza, dans le nord. Il n'y a presque plus de résistance après la chute de la capitale de la province.
Pendant ce temps, Musa qui fait marche sur Tolède atteint Merida, en utilisant la chaussée qui relie Séville à cette ville. Mais sur sa route, Merida résiste fermement, avec une forte armée provinciale ravitaillée par son port fluvial à l’abri de ses murs imposants. Pour ne pas être retardé, Musa doit y laisser un contingent de siège, et continue en direction de son objectif avec l'armée principale.
Il continue le long de la route romaine, capture en passant Cáceres et Talavera la Vieja, jusqu'à Tolède, où Tariq fait jonction avec l'armée de Musa. Pour le rejoindre, Tariq a suivi la voie romaine qui part de Linares (ville déjà contrôlée par les musulmans), passe par le Despeñaperros et Consuegra (Consabura) jusqu'à Tolède, ne laissant que quelques troupes dans le sud.

### Prise de Tolède fin 711

Conquêtes fin 711.

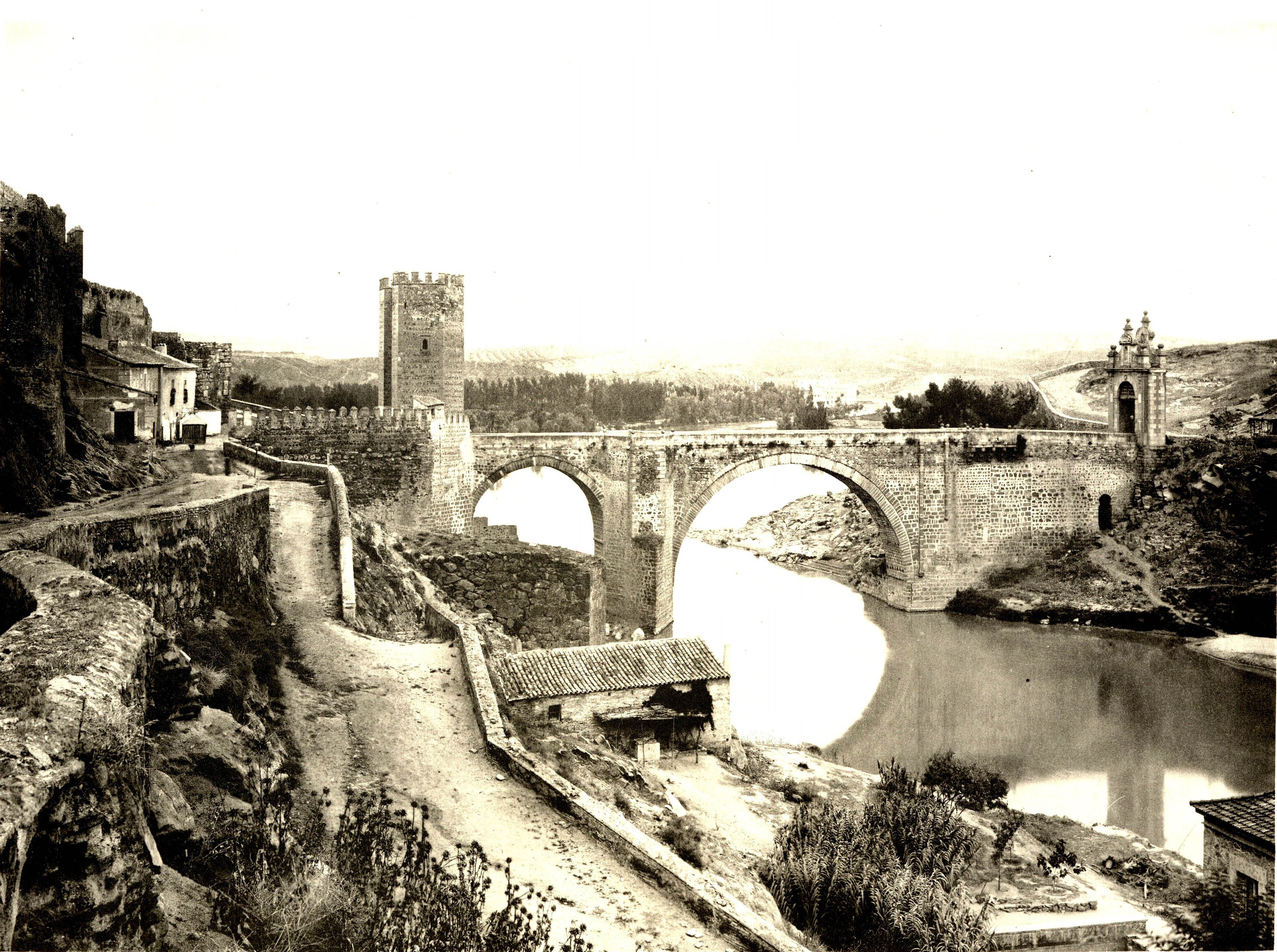
Tolède - le point romain.

Tolède est conquise par Musa, presque sans résistance, avant la fin de l'année 711. Le nouveau roi Oppas s'est enfui, et sort de l'histoire. Beaucoup de nobles dont l'archevêque se sont enfuis avant même que la ville ne soit assiégée. La ville est ainsi abandonnée sans combat par ceux qui auraient pu la défendre, la résistance timide qu'elle pouvait encore opposer est rapidement défaite. Musa exécute les quelques nobles qui se trouvent encore là.
La chute de Tolède vise un effet psychologique, qu'elle a certainement eu, mais également un effet politique, parce que la grande centralisation du royaume wisigoth ne permet plus une réponse coordonnée aux forces musulmanes. À part dans le nord, encore sous le contrôle du roi wisigoth Agila II, les zones restantes ne peuvent opposer qu'une résistance isolée, non coordonnée, conduite localement par l'aristocratie de chaque territoire.
En outre, prendre Tolède permet aux conquérants de mettre la main sur le mythique trésor royal wisigoth, le butin le plus important de tous les royaumes barbares, fruit, entre autres, du sac de Rome de 410 et de la conquête du royaume souabe. Cette capture prive la résistance de tout moyen financier, et lui porte un coup psychologique terrible : c'était la première fois qu'un tel trésor est capturé.
Les nobles qui se sont échappés, emportant toute la richesse qu'ils pouvaient rassembler, fuient vers le nord. Certains vont renforcer le roi [[Agila II {{{2}}}|Agila II {{{{{2}}}}}]], dans le nord-est (comme l'archevêque de Tolède, Sindered), et d'autres rejoignent des forteresses dans la région de Galice.
Musa décide de passer l'hiver à Tolède.

### Chute du royaume wisigoth du nord en 712

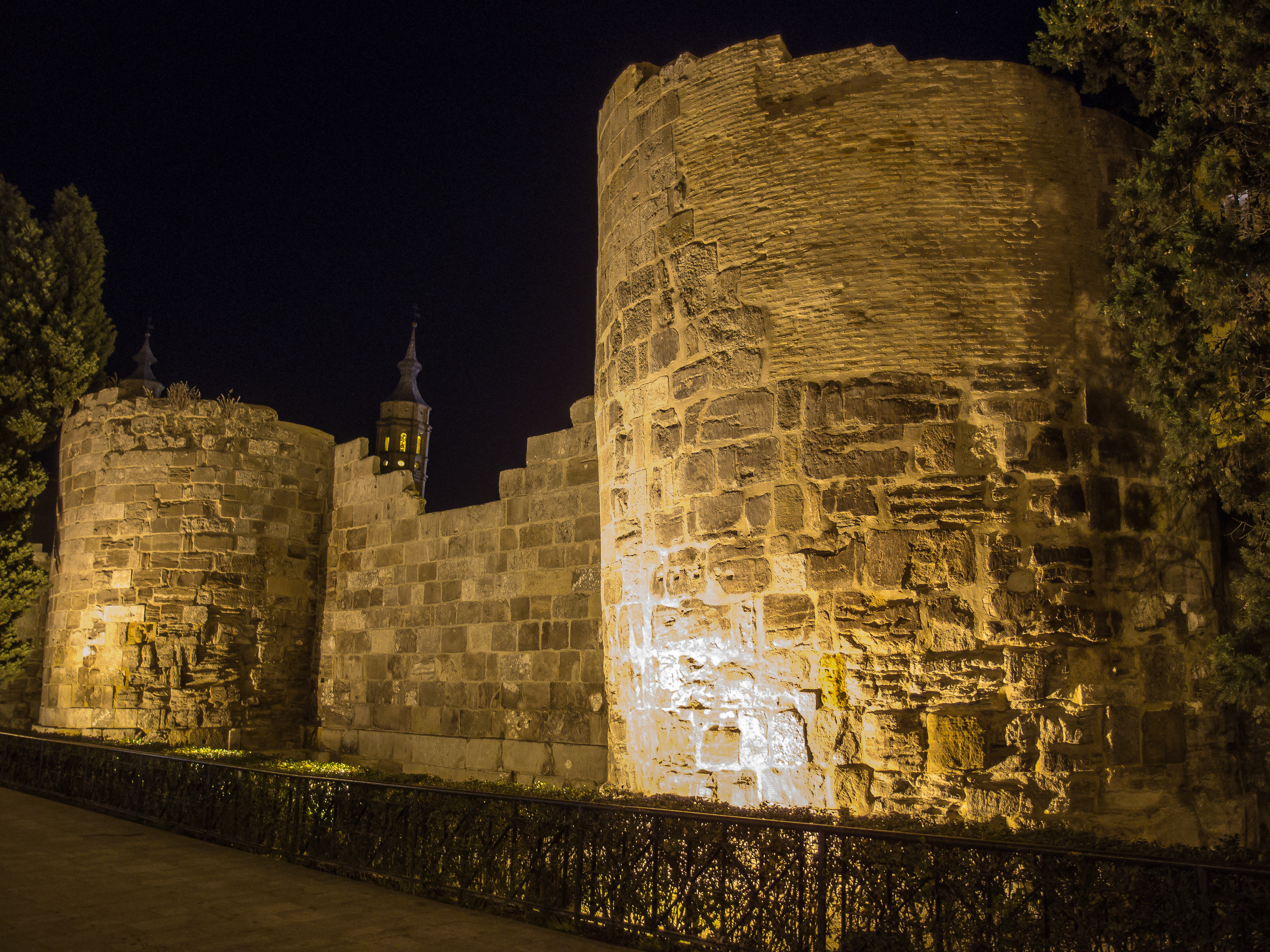
Murailles romaines de Saragosse.

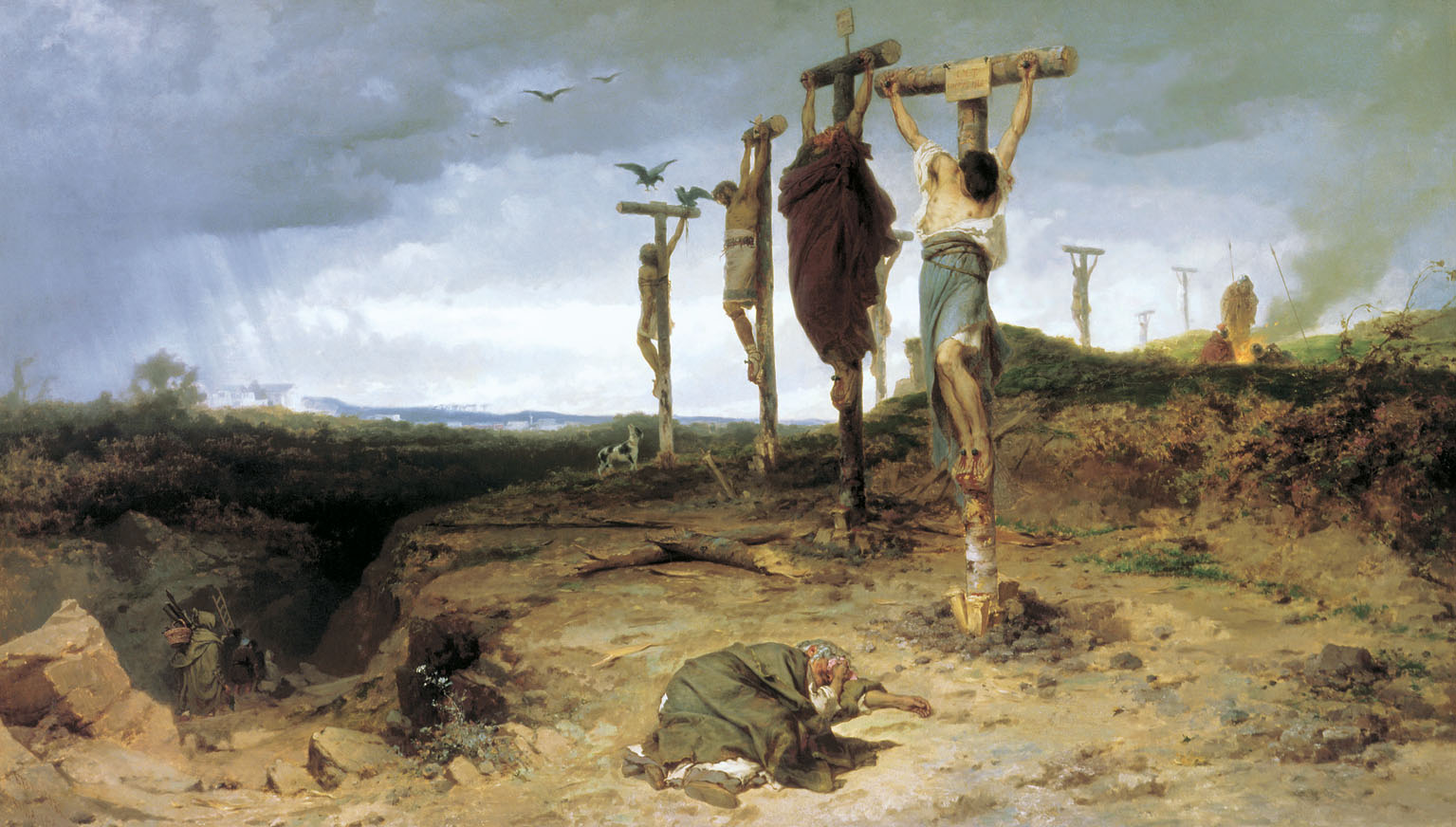
Fedor Andreevich Bronnikov. Esclaves crucifiés dans la Rome antique.

Avec l'arrivée du printemps, l'armée musulmane avance le long de la voie romaine qui relie Tolède aux villes de Alcalá de Henares, Guadalajara, Sigüenza et Medinaceli, qui sont successivement occupées.
À cette dernière ville, l'armée musulmane se divise à nouveau.
Musa attaque au nord-ouest, moins organisé que la zone contrôlée par le roi wisigoth Agila II. Dans sa campagne, il capture les centres administratifs et des bastions de Clunia, Amaya (qu'il n'a pu emporter de vive force et qu'il a dû réduire par la faim), Léon et Astorga, et il y établit des garnisons militaires. Il fait des milliers de prisonniers, dont de nombreux nobles, saisissant aussi la richesse qu'ils avaient emportée.
Pendant ce temps, Tariq se dirige vers le nord-est. Il passe par Calatayud et s'empare rapidement de Saragosse. La ville ne s'étant pas rendue spontanément, il l'incendie en partie, fait crucifier les hommes et massacrer les enfants, tandis que les femmes sont réduites en esclavage. Ce massacre a un effet psychologique important sur le reste de la péninsule.
Depuis Saragosse, Tariq marche vers l'ouest, en suivant la route romaine de Saragosse à Astorga, et soumet le moyen et haut cours de l'Èbre.
Pour l'anecdote, il accepte là un pacte de soumission de la part du comte Fortún, dans la région de Tarazona, peut-être similaire à celui signé avec le comte Teodomiro dans le sud-est. Ce Fortun est l'héritier d'une famille hispano-romaine aisée, les Casio, propriétaires depuis des siècles sur les rives du cours moyen de l'Èbre. Lui et sa famille seront islamisés, comme le seront d'autres familles nobles, et formeront la dynastie Banu Qasi (littéralement, les enfants de Casio), qui plusieurs siècles plus tard sont devenus rois de Taïfa dans cette même région.

Conquêtes de 712.

Poursuivant sur sa lancée, Tariq passe par Amaya et arrive à Astorga, capitale de la province wisigothe asturiensis ou Autrigonia, où il unit de nouveau ses forces avec celles de Musa. Les deux chefs musulmans se dirigent ensuite vers Lugo, capitale de la province de Gallaecia ou Galice, qui se présente comme une ville très fortifiée. Dans cette région, ils reçoivent la soumission de plusieurs villes de ces deux provinces, dont Gijón sur la côte des Asturies.
Avec la chute de Lugo, les musulmans se rendent maîtres non seulement de cette capitale du royaume wisigoth du nord, mais également de plus de la moitié des provinces wisigothes. Seules leur échappent encore les villes de Tarragone et de Narbonne, ainsi que Merida toujours assiégée.
Ceci met un terme à la conquête rapide qui s'est déroulée jusqu'alors.

### Réduction des foyers de résistance
Les vainqueurs se renforcent en offrant la liberté aux esclaves qui se convertissent à l'islam. Ceux-ci, cependant, doivent prêter serment d'allégeance au clan tribal du chef de guerre qui les affranchit et doivent rejoindre son armée.
Musa ne change rien aux impôts, qui continueront à être perçus comme précédemment, mais leurs montants seront à présent versés au « Wali d'al-Andalus » (titre que prend Musa). Musa abroge également la législation anti-juive, ce qui lui vaut le soutien de cette communauté.
Cependant, de nombreuses régions et villes ne reconnaissent pas encore son autorité, étant sous le contrôle des autorités locales ou d'autres nobles à la tête d'un mouvement de résistance ; parmi elles comme il a été mentionné, se trouvait Mérida, à cette époque la deuxième ville du pays par la population et la richesse. Mérida résistera de nombreux mois (presque un an), alimentée par son port fluvial et protégée par de fortes murailles, restaurées par les Wisigoths et qui font l'admiration des conquérants musulmans.
C'est finalement Abd-el-Aziz, fils de Musa, qui met fin au siège de cette ville, laquelle se rend le 30 juin 712.

### Accord de capitulation (sulh)
L'accord de capitulation (appelé par les musulmans sulh) respecte la vie et les biens des habitants de Mérida, leur permettant de célébrer leur culte, mais les musulmans s'approprient tous les biens des églises (qui servaient à financer les hôpitaux, les écoles, le clergé local, et venir en aide aux veuves), ainsi que les biens de ceux qui avaient fui.
Dans les années suivant la conquête, la plupart des villes et des régions, terrifiées par les événements sanglants de Saragosse autant que démoralisées par l'absence d'un pouvoir central, se rendront le plus souvent aux musulmans par un tel accord de capitulation (sulh). Les conditions de ces redditions étaient très variables, suivant les circonstances.
Dans certains cas, le gouvernement local est laissé en place, certains biens sont conservés, et les musulmans accordent un minimum de liberté religieuse (de type 'ahd). D'autres suivent le modèle de Mérida, la soumission étant accompagnée de la confiscation de tous les biens. De tels accords sont aussi souvent passés avec les seigneurs qui, même sans être comte, règnent effectivement sur de vastes territoires dans lesquels il n'y avait aucune ville importante : ils conservent leurs propriétés en échange de leur loyauté.
En revanche, les villes qui résistent sont ravagées et brûlées, leurs églises détruites, et la population massacrée ou réduite en esclavage, pour faire un exemple et servir d'avertissement aux autres villes. Les hommes sont tués, généralement crucifiés. Les femmes et les enfants sont réduits en esclavage, ces derniers étant islamisés de force. Dans les campagnes, ceux des hommes et des jeunes qui échappent à la mort travaillent sur leurs anciennes terres, comme esclaves au bénéfice de leurs nouveaux maîtres.

### Fin de Musa à Damas
Avant d'arriver à Lugo, Musa avait reçu l'ordre du calife de se rendre à Damas. De Lugo, Musa retourne donc à Tolède, mais cette fois par Salamanque. Il continue à soumettre la population en chemin.
Musa reste environ six mois en Espagne, jusqu'à son départ pour Damas fin 712, appelé par le calife Al-Walīd Ier pour rendre compte. Musa emporte à Damas une partie du riche trésor des rois wisigoths et du butin amassé en Hispanie. Il prend dans sa suite quelques nobles wisigoths, ainsi que son affranchi Tariq.
À Damas, où règne à présent le calife Sulayman, successeur de Walid, il tombe en disgrâce, est jugé sur la façon dont il a divisé le butin, et est condamné à mort par crucifixion, pour détournement de fonds, crime pour lequel il est récidiviste. Sa peine de mort est commuée contre une lourde amende.
Musa mourut en 716, assassiné dans une mosquée de Damas. Tariq mourut dans la pauvreté.

## Consolidations d'Abdelaziz 713-715

### Installation à Séville
En 712, avant de partir pour Damas, Musa met son fils Abd al-Aziz ibn Musa bin Nusair (Abdelaziz) à la tête de l'armée musulmane. Après la chute de Merida, il l'envoie reprendre Séville qui s'était révoltée - ce qui montre la faiblesse de la position des conquérants.
Après la reconquête de Séville, Abdelaziz s'y installe, agissant comme wali. Séville avait été la capitale de la province sous les Wisigoths, et avait même été un certain temps la capitale du royaume goth dans le passé. Il rompt ainsi avec la politique traditionnelle des musulmans, qui était de rétrograder les précédents centres de pouvoir (comme cela avait été fait en Perse, en Égypte et en Afrique du Nord) et diriger depuis un nouveau centre. Mais ici, le petit nombre de musulmans en Espagne, et les activités guerrières incessantes ne permettaient pas de construire une nouvelle ville pour le gouvernement.
Ce choix d'Abdelaziz était en partie dicté par la nécessité de pacifier la ville révoltée. Mais il y était également porté par des raisons stratégiques, importantes à une époque de conquête : Séville est proche du détroit de Gibraltar, et il lui était ainsi facile de recevoir rapidement du renfort. En conséquence, de préférence à Tolède, il choisit de s'établir à Séville et y installe le siège du gouvernement des Omeyyades, pour en faire la première capitale d'al-Andalus.

### Accords d'allégeance’ahd
Pour étendre le contrôle musulman dans la péninsule, et compte tenu de sa force militaire limitée, Abdelaziz établit également dans certaines régions des accords et des alliances avec les nobles wisigoths. Bien que ces accords, en général, n'aient pas été respectés très longtemps par les musulmans, ils permettent et facilitent la conquête, qui aurait autrement été encore plus longue et coûteuse.
Le traité est du type que les musulmans appellent ’ahd.
Non seulement il respecte les biens (de même que le traité de type sulh précité), mais il accorde une certaine autonomie gouvernementale. Les villes maintiennent leur seigneur et le propre gouvernement.
L'exercice de la religion catholique reste autorisé, et les églises ne seront pas détruites, contrairement à ce qui s'est passé ailleurs et précédemment. Ainsi, l'église principale de Cordoue, l'église de San Vicente, est divisée en deux zones, la moitié pour la pratique des rites chrétiens, l'autre moitié musulmane. Ce partage a cependant été révoqué du temps de Abderrhaman 50 ans plus tard, quand il fit détruire l'église pour ériger la mosquée-cathédrale de Cordoue.
En échange de cette autonomie, les vaincus se soumettent à l'autorité du calife, promettent d'être sincèrement fidèles au Wali, de ne pas soutenir ceux qui se rebellent contre l'occupation musulmane, et de payer une taxe annuelle fixe (jizya) pour chaque personne non musulmane, libre ou esclave. Cette capitation est versée partie en nature (blé, orge, vin, vinaigre, miel ou huile), et partie en numéraire d'un montant d'un dinar par personne libre (monnaie d'or équivalent musulman du «salaire» wisigoth) - les esclaves ne payent que la moitié de cette somme.

### Campagne de 713

Conquêtes de 713.

Abdelaziz se consacre tout d'abord à l'élimination des foyers existants de résistance dans le centre et le sud de la péninsule, à la fois dans les centres urbains et dans les zones montagneuses. Il consolide ainsi son contrôle sur le vaste territoire conquis, et évite un danger sur ses arrières.
Au cours de l'année 713, il progresse à travers la Bétique orientale, soumettant à nouveau Malaga et Grenade qui s'étaient révoltées et, poursuivant par Guadix, il atteint Lorca et Orihuela dans le sud-est.
Le 5 avril 713, il signe un accord avec le comte Teodomiro, gouverneur de Orihuela et d'un vaste territoire aux alentours. Le traité signé est du type que les musulmans appellent ’ahd.
Ce Teodomiro était un noble de grande renommée et un prestigieux guerrier, qui avait rejeté une tentative d'invasion byzantine (peut-être la flotte de Carthage en fuite après sa conquête par les musulmans) sur la côte de Carthagène du temps du roi Egica, prédécesseur de Witiza. Cet accord porte sur sept villes (Orihuela, Alicante, Elche, Mula, Hellín, Lorca, et une dernière non identifiable). Carthagène ne fait pas partie de cet accord, elle a été occupée correctement par les musulmans, étant donné l'importance stratégique de son port. Cette enclave a maintenu son autonomie avec Teodomiro jusqu'en 743,date à laquelle son fils Atanagildo lui succède ; et la richesse de la région est encore signalée vers 754. Cependant ce statut d'autonomie sera aboli sous 780 par Abderramán I.
Les musulmans établissent une garnison dans Orihuela, ainsi que dans différentes villes de l'ancienne province.
Depuis cette zone du sud-est, Abd el-Aziz se dirigea vers la côte pour contrôler le Levant, soumettant Valence et Sagonte.

### Campagne de 714

Conquêtes de 714.

De l'autre côté, partant de Séville dans sa campagne de 714, Abdelaziz soumet Huelva, Faro, Beja, Évora, Santarem et Lisbonne. Il passe un accord de type ’ahd sur une large zone au nord de Coimbra. Il renforce ainsi sa domination sur la Galice voisine, très faible à ce moment.
Dans la même année meurt le roi wisigoth Agila II, qui tenait la Catalogne et la Septimanie. Cependant, les armées ne s'élancent pas au printemps vers de nouvelles conquêtes, Abdelaziz ne cherche pas à conquérir de nouvelles terres sur le roi wisigoth Ardo.
Pour consolider le pouvoir des vainqueurs, Abdelaziz dirige d'autres opérations, toujours aussi efficace. Après ces quatre années de guerre, il est en effet nécessaire de reconstruire l'armée et les finances, de récolter toutes les cultures, et de permettre à la fois au pays et aux troupes d'invasion de récupérer. Entre la négociation des accords d'allégeance, et le travail nécessaire pour mettre en place une administration stable, 715 est une année sans campagne.

### Organisation du nouveau pouvoir
Abdelaziz conserve avec lui la plus grande partie du butin musulman, dont une partie couvrira les dépenses d'administration et le coût de la guerre. La majeure partie doit être distribuée aux guerriers musulmans, quand ils seront démobilisés à la fin de la campagne. Un cinquième (appelés jums) sera reversé au calife omeyyade. En raison de la lenteur de la conquête, cette répartition attendra encore plusieurs années.
Pour fournir davantage de ressources financières pour poursuivre les campagnes, Abdelaziz met en place une capitation (gizya), paiement annuel fixe par personne, imposée aux seuls non-musulmans. Ce système a été utilisé dans tous les pays conquis par les musulmans. Ainsi, en plus de forcer des conversions de chrétiens à l'islam, il dispose d'une capacité financière propre pour poursuivre la conquête sans recourir au pillage.
Cette politique lui rallie les autres nobles wisigoths, qui abandonnent la résistance. Certains d'entre eux se convertissent même à l'islam. Cette conversion leur permet d'éviter de payer des taxes sur les propriétés qu'ils avaient réussi à conserver (la noblesse d'origine goth étaient exemptée de taxes à l'époque wisigothe). Elle leur permet également de maintenir statut et influence, par le biais de nouvelles relations de clientèle politique avec les chefs des conquérants.
Dans sa politique d'asseoir sa conquête grâce à des partenariats et des accords, Abdelaziz épouse Egilo (également appelé dans certaines sources comme Egilonda), veuve du roi Rodéric. Il en a un fils nommé Asim. Convertie à l'islam (bien que seulement en apparence, selon leurs détracteurs musulmans), sa femme change son nom pour Umm 'Asim (mère d'Asim).

### Fin d'Abdelaziz
Mais le mariage d'Abdelaziz (apportant au gouverneur le soutien des nobles wisigoths), ses initiatives pour renforcer son pouvoir face aux contestations des autres conquérants (comme l'instauration de pompes et de cérémonies royales), et son autonomie croissante vis-à-vis du gouvernement de Damas, tout cela est interprété comme une tentative de révolte contre le calife.
Et le chef de l'armée Ziyad ben Nâbigha (qui a également épousé une noble wisigoth), avec l'appui d'Ayyoub le propre beau-frère d'Abdelaziz, organise un complot contre le gouverneur, l'accusant de s'être fait secrètement chrétien.
À l'été 715, sur l'ordre direct du calife Sulayman tirant prétexte de ces accusations, Abdelaziz est assassiné pendant qu'il prie dans la mosquée de Séville (anciennement église de Santa Rufina, expropriée par les musulmans), et sa tête est envoyée au calife.
Après cette exécution, Ayyoub reste six mois gouverneur par intérim, jusqu'à l'arrivée du nouveau gouverneur nommé par le Wali d'Ifriqiya. Pendant les six mois où Ayyoub dirige les forces du califat omeyyade, il ne fait aucune nouvelle campagne, et 715 est de nouveau une année relativement calme.
Le nouveau gouverneur Wali d'al-Andalus est Al-Hurr ibn Abd al-Rahman al-Thaqafi (Al-Hurr, 716-19), cousin du précédent, qui arrive dans la péninsule avec une armée de renfort.
Il est remarquable que dans toute l'étendue des conquêtes musulmanes, depuis le Penjab jusqu'aux Pyrénées, cette situation d'un gouverneur en rébellion contre le calife ne se verra qu'en Espagne. Peut-être le fort enracinement social et culturel de la mentalité wisigothe a-t-il pu jouer, étant donné les relations étroites du gouverneur avec l'ancienne aristocratie wisigothe. Mais l'éloignement géographique a également beaucoup aidé. De fait, à peine quelques années plus tard, l'Espagne sera la première région de l'« empire islamique » en rupture complète avec l'autorité des califes, formant un émirat indépendant.

## Campagnes d'Al-Hurr 716-719

### Résistance d'Agila II
Pendant la campagne de 712, le roi wisigoth Agila II, ayant résisté à la forte ruée de Tariq, a maintenu son contrôle sur l'actuelle Catalogne, ainsi que quelques zones adjacentes, et sur la province gothique de Septimanie. L'archevêque de Tolède, Sindered, qui avait fui la capitale, se joint à lui. Il le légitime par sa présence en tant que représentant de la monarchie wisigothe, et renforce son autorité en tant qu'héritier de Rodéric.
Agila II règne sur un territoire géographiquement compact et de faible taille, ce qui facilite sa défense. En outre, il s'agit de deux provinces wisigothes qui bénéficient d'un développement et d'une démographie supérieurs à ce qu'était le reste du territoire wisigoth. En outre, la population a été renforcée par les réfugiés fuyant la guerre depuis les autres régions de la péninsule.
Agila II meurt en 714 (bien que certains historiens situent sa mort en 713, coïncidant peut-être avec la campagne musulmane du Levant).
Le roi wisigoth Ardo lui succède dans le gouvernement de la Septimanie et de la Catalogne d'aujourd'hui, régnant sept ans, de 714 à 720. De même que dans le passé, lorsque cette partie du royaume wisigoth s'était révoltée contre le pouvoir royal, il peut probablement compter sur le soutien de nobles d'Aquitaine, dont certains ont des liens de famille avec des nobles goths ou gallo-romains de Septimanie, peut-être aussi sur la peur que suscite ces nouveaux envahisseurs, et également sur des mercenaires francs et saxons.

### Installation à Cordoue

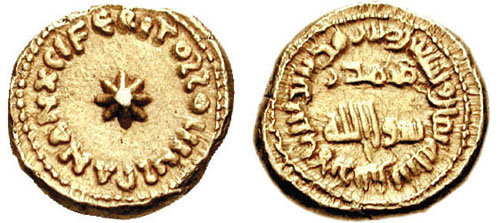
Dinar d'or frappé en Andalousie en 716.
L'inscription en cercle signifie « bismillah [au nom d'Allah] ; ce dinar a été frappé dans al-Andalus en l'an 98 [de l'hégire]».

Al-Hurr était conscient de ce que la domination musulmane était très précaire, du fait que les Berbères et les mercenaires musulmans ne représentaient qu'une très faible minorité par rapport à la population de l'Espagne. D'autre part, la pacification du territoire était encore très superficielle. De fait, le roi wisigoth Ardo maintenait un pouvoir indépendant dans le nord de la péninsule.
Par conséquent, avant d'achever la conquête des territoires de la péninsule, il généralise l'installation de garnisons militaires dans les villes déjà prises, sauf celles soumise par hommage.
Al-Hurr rompt avec son prédécesseur et se concentre davantage sur la péninsule. Il déplace le siège du gouvernement à Cordoue en 716.
En plus de la gizya, il établit une nouvelle taxe, la harag, qui comme la précédente s'applique aux non-musulmans. Il s'agit d'une taxe foncière, également appliquée dans d'autres pays par les musulmans, où le cultivateur doit payer un pourcentage des recettes pour avoir le droit de travailler la terre.
Cette forte augmentation de la charge d'impôt lui permet d'obtenir de nouveaux fonds, pour financer les campagnes militaires et l'administration des conquérants, et renforce la pression économique pour obtenir plus de conversions du christianisme à l'islam.
En outre, il restitue ou alloue des terres déjà pacifiées à des nobles wisigoths jugés suffisamment fidèles, peut-être certaines terres de l'ancienne Couronne.
Beaucoup de nobles, principalement partisans de Wittiza, retrouvent leurs possessions, parfois augmentées d'une partie de celles de leurs anciens adversaires. Ainsi, des nobles comme Olmundo et Ardabasto, enfants présumés de Wittiza, désormais fidèles aux nouveaux occupants de la péninsule, recouvrent leurs possessions, avec un certain accord d'autonomie - Olmundo entre Séville et Mérida, et Ardabasto entre le nord de Cordoue et Jaén.
Cela permet non seulement d'assurer leur soutien et leur collaboration dans le contrôle et la pacification du royaume wisigoth, mais aussi d'obtenir plus de revenus pour le Trésor, après l'introduction de la harag.
Le résultat de ces mesures est une nouvelle monnaie frappée en arabe et en latin, d'or comme les monnaies wisigothes. En 716, sur cette pièce de monnaie, apparaît pour la première fois le terme d'« al-Andalus » désignant l'Espagne musulmane, par opposition à l’Hispania des chrétiens. Cette création monétaire facilite la vie économique, après tant d'années de lutte et d'absence de gouvernement centralisé, outre les graves problèmes qui avaient conduit à une thésaurisation intense, normale en temps de guerre.

### Campagne de 716

Campagne de 716.

Renforcé par les mesures prises, le nouveau gouverneur musulman, Al-Hurr ibn Abd al-Rahman al-Thaqafi, mène des campagnes successives contre le bastion wisigoth, à partir de l'automne de 716, et les deux années suivantes.
Depuis Saragosse, il attaque et soumet les villes de Huesca, Barbastro, Lérida, Tarragone, Barcelone et enfin Gérone. La résistance de Tarragone doit être tenace parce qu'après sa conquête, les musulmans massacrent toute la population qui avait survécu au siège, et ravagent la ville, détruisant de nombreuses églises et monuments.
Al-Hurr fait également campagne dans le nord, après un raid par les Basques dans le domaine de Tudela, afin d'avoir ses arrières bien protégées dans sa guerre contre le roi wisigoth Ardo. Vers 716 (ou probablement plus tôt) ; les musulmans obtiennent un accord de capitulation avec Pampelune. La ville se rend contre l'engagement de pouvoir garder leurs autorités locales et une certaine tolérance religieuse. Cette autonomie ne durera que jusqu'en 732, quand Al-Gafiqi la soumet entièrement avant de partir pour Poitiers.
En cette même année 717, le gouverneur al-Hurr nomme également un gouverneur pour l'Asturie Transalpine (actuelle Asturies), basée à Gijón, ville côtière fortifiée pouvant être ravitaillée par la mer.

## Campagne de Al-Samh 718-721

### Hésitations du Calife

Extension durant le califat omeyyade (en jaune).

Un an après le début de son règne, en 718, le huitième calife omeyyade Omar II envisage l'abandon des conquêtes en Espagne.
Les motifs exacts de cette remise en cause ne sont pas connues. Les raisons ont pu être que cette campagne prolongée ne fournit que peu de revenus, à cause de la nécessité de soutenir en permanence une grande armée ; l'éloignement des opérations militaires avec les communications difficiles ; et la fragilité de la conquête à ce stade.
Un facteur important de cette hésitation a également été les premiers conflits internes au califat, apparus sur la péninsule, entre les Berbères d'Afrique du Nord récemment islamisés et les musulmans arabes. Les Arabes voient les Berbères comme des musulmans de seconde zone, et ne leur accordent qu'une très petite part du butin. Les quelque 35 000 soldats berbères ne se sentent pas bien payés, et après que deux nouvelles migrations berbères sont arrivées dans la péninsule entre 716 et 718, il y eut un sérieux regain de tension entre les deux peuples.
Omar II décide néanmoins de continuer en Espagne, et nomme un nouveau gouverneur, As-Samḥ ibn Mālik Al-Ḫawlāniyy (Al-Samh, 718-721).

### Partage de la conquête

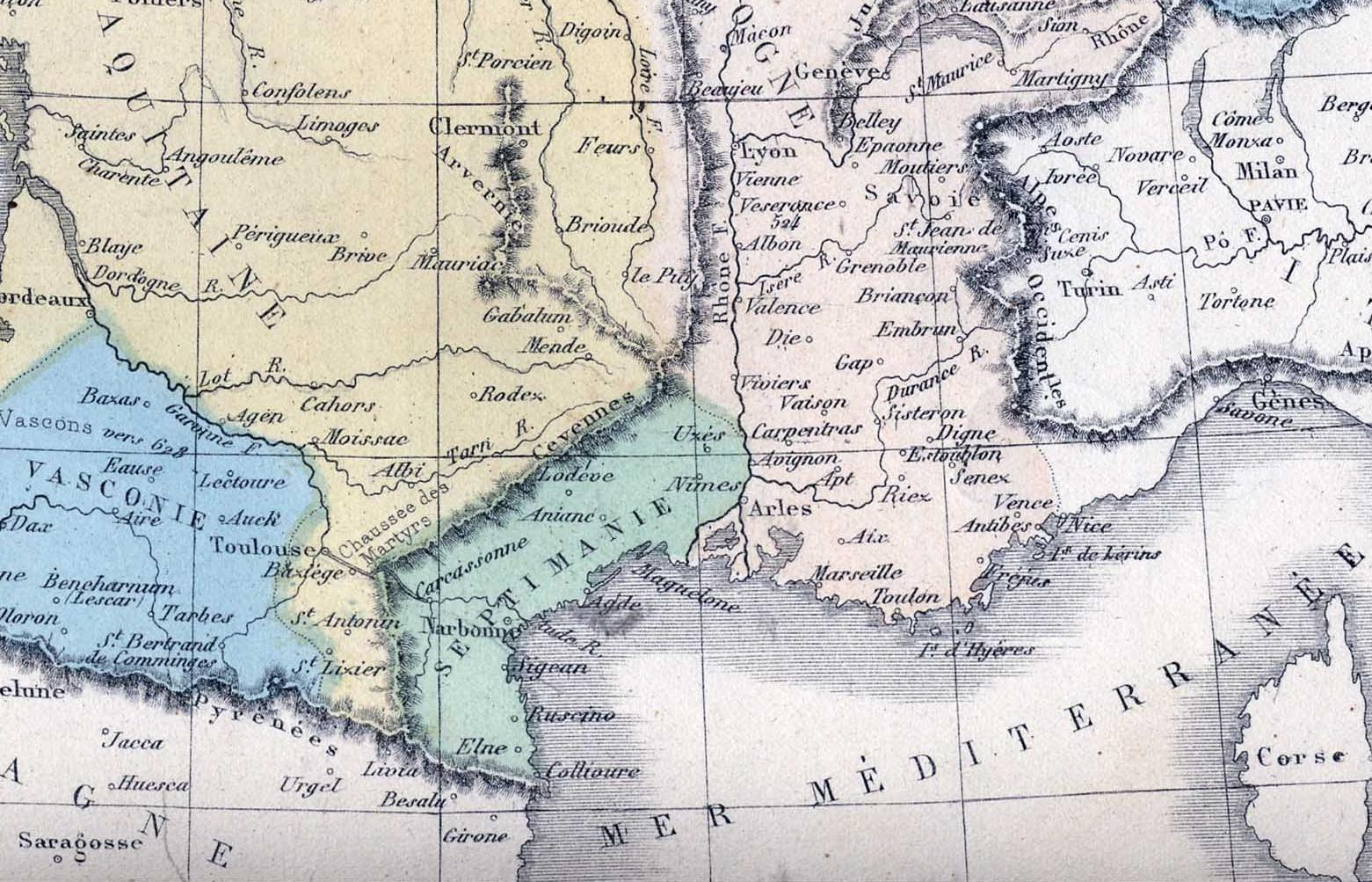
Septimanie et Aquitaine.

La première chose que fait le nouveau gouverneur est d'établir l'inventaire des terres et revenus imposables de la péninsule, afin d'identifier clairement les contribuables et leur imposition, et accroître ainsi l'efficacité du fisc.
Puis il procède à la distribution du butin, qui restait une source de conflit. Outre un effet psychologique, ce partage du butin a eu un effet politique : il a clairement montré que la décision prise par Omar II de rester dans la péninsule était définitive. Dans ce partage, des propriétés et des biens du domaine public ont été distribués, et d'autres terres ont également été partagées entre les vainqueurs, pour calmer leurs disputes. Certaines terres attribuées au calife par jums ont même été attribuées en usufruit, par décision d'Omar II, contre un pacte féodal.
Tout cela permet de réduire la tension entre les conquérants berbères et les arabes. Cependant, même ici, une différence de traitement peut être notée entre les Berbères, qui ont été installés dans les contreforts des systèmes de centre de Cantabrie et dans les montagnes andalouses, et les contingents arabes de Syrie et d'Égypte, qui se voient attribuer les terres les plus fertiles du sud.

### Campagne de Septimanie

Conquêtes de 719-720.

Ce partage étant réglé, Al-Samh poursuit l'action militaire, et les forces musulmanes sont lancées au printemps de 719, et franchissent les Pyrénées pour conquérir la Septimanie et l'Aquitaine.
Narbonne est prise en 719, et Perpignan en 720. Al-Samh fait tuer tous les hommes et asservit les femmes et les enfants. Il établit une garnison permanente à Narbonne. Le dernier roi wisigoth, Ardo, meurt cette même année, peut-être dans une campagne.
Al-Samh poursuit ensuite ses conquêtes dans le sud de la Gaule, contre les quelques villes encore libre de Septimanie, attaquant même d'autres villes dans les royaumes qui ont soutenu les Wisigoths.
Toulouse est assiégée en 721, et Eudes, le duc d'Aquitaine, part demander l'aide du royaume franc. Les Austrasiens sont engagés avec Charles Martel dans une guerre contre les Saxons, et c'est en Neustrie et en Bourgogne qu'Eudes trouve des renforts pour son armée. Trois mois plus tard, il revient briser le siège de Toulouse, sur le point de se rendre. C'est là, à la bataille de Toulouse, qu'Al-Samh est vaincu. Il meurt peu de temps après.
L'armée berbère élit sur place comme gouverneur Al-Gafiqi (721-722), qui ramène comme il peut le reste de l'armée à Narbonne, évitant le harcèlement de la forteresse de Carcassonne, toujours invaincue.
Le Wali de l'Ifriqiya Bishr Ubn Safwan le confirme comme gouverneur, mais il ne reste en poste qu'un an, le temps de se remettre de la défaite, de réorganiser l'armée, et de renforcer l'administration du territoire nouvellement conquis. Al-Gafiqi, cependant, sera à nouveau gouverneur quelques années plus tard, en 730.

### Résistances en Asturies
À partir de l'an 718, apparaît dans les Asturies, un mouvement de résistance qui mène peu à peu à la Reconquista. Il y avait très probablement des escarmouches et des petites batailles à cette époque, et les conflits internes constants entre les musulmans étaient propices à l'émergence d'un mouvement insurrectionnel sur la côte cantabrique.
Dans les montagnes des Asturies, un groupe de résistants, autour de Pélage (Pelayo), un chef de la région, s'est réfugié dans une grotte surplombant un cours d'eau encaissé, au lieu-dit Cueva de Santa Maria ou Covadonga. Jusqu'en 722, sous le commandement de Anbasa, Pelayo réussit à échapper au gouverneur musulman des Asturies, basé dans la ville côtière de Gijón, et les musulmans ne parviennent pas à maîtriser cette zone, correspondant à peu près à la taille et aux limites des Asturies actuelles.
À une date incertaine, entre 718 et 722, bien plus probablement cette dernière, une révolte contre les conquérants, dirigée par le noble wisigoth Pelayo, éclate en Asturies. Pelayo remporte une victoire en 722 à la bataille de Covadonga. Les chrétiens se fédèrent et forment le Royaume des Asturies. Dans le De Rebus Hispanae, Rodrigo de Rada dit que Pelayo aurait alors formé le Vœu de Covadonga : « Hispania ne prendra plus de repos tant que les Maures tiendraient encore une parcelle du sol de la péninsule, fût-ce de la grosseur d'un noyau d'olive ».
Dans la première moitié du siècle se consolide ainsi progressivement le royaume des Asturies, qui devait être suivi plus tard par la formation d'autres noyaux de résistance dans l'est. De ce fait, seule la frange nord de l'Espagne, correspondant aux actuels Pays basque, Cantabrie, Asturies et Galice, reste sous domination chrétienne, au sein du royaume des Asturies. De ces poches de résistance naîtront le royaume des Asturies, ainsi que de la Galice, de Navarre, et d'Aragon.
Ce sont les chroniques asturiennes, remaniées à la fin du IXe siècle en reprenant des petits récits épars mais élaborés dans les monastères des alentours d'Oviedo ou de la Rioja dès le VIIIe siècle, qui décrivent la première résistance miraculeuse des chrétiens de la péninsule Ibérique : Pelage (Pelayo) dans les Asturies dans la vallée de Covadonga ou Eneko Arista en Navarre, ainsi que dans les vallées de Hecho et Canfranc dans les hautes Pyrénées, à la suite du soulèvement du comte Aznar Ier contre l'islam.

## Campagne de Ambiza 724-725

### Hausse de la pression fiscale
En 722, le Wali de l'Ifriqiya nomme un nouveau gouverneur, Ambiza. Celui-ci ne conduit pas d'actions militaires, mais continue le renforcement interne. Pendant trois ans, seuls les raids à petite échelle sont menées sous le commandement de ses subordonnés militaires.
Comme précédemment, l'objectif initial est d'accroître les recettes. Le califat a depuis de nombreuses années de très fortes dépenses, et exige que ces campagnes non seulement soient autofinancées, mais rapportent même de nouvelles sommes au califat.
Pour ce faire, Anbasa augmente considérablement l'impôt qui pèse sur la population non musulmane (les chroniques de l'époque parlent même d'un doublement). Il renforce également son pouvoir par un contrôle plus direct des régions qui avaient conclu des ententes avec Abd el-Aziz : certaines ont vu disparaître leur autonomie, et toutes ont considérablement augmenté leurs paiements d'impôt au Trésor musulman.
Avec ces nouvelles ressources, il peut mobiliser une forte armée en 724.

### Campagne de 724

Conquêtes en 725.

Il restait encore certaines villes invaincues dans le royaume wisigoth, désormais gérées par l'aristocratie locale. Toutes tombent dans cette campagne, à commencer par Carcassonne, en 724, et s'achevant en 725 par Nîmes, point extrême du territoire des Wisigoths en Gaule.
Les musulmans, sous la conduite du général Ambiza, lancent alors en 725 une expédition le long du couloir rhodanien jusqu'à Autun qu’ils pillent et incendient.
La conquête du royaume wisigoth était terminée.
Les conquérants préfèrent à partir de ce moment pérenniser leur acquis, notamment en Septimanie conquise en 719 dont Narbonne devient sous le nom d'Arbûna le siège d'un wâli pendant quarante ans, capitale d'une des cinq provinces d'al-Andalus, aux côtés de Cordoue, Tolède, Mérida et Saragosse.
On connaît un certain nombre de walis, gouverneurs de la province narbonnaise. Le premier est Abd-er-Rahman el Gafeki nommé en 720. Ensuite, Athima vers 737, Abd-er-Rahman el Lahmi à partir de 741, Omar ibn Omar vers 747. Le dernier gouverneur est Abd-er-Rahman ben Ocba (756-759) qui continue à gouverner les territoires encore sous le contrôle de l'émirat, des Pyrénées jusqu'à Tortose sur l'Èbre.

## Reconquêtes carolingiennes

### Résistance Aquitaine

Le Califat de Cordoue en l'an 750.

Par la mise en place de la dhimmi, les musulmans laissent aux anciens habitants, chrétiens et juifs, la liberté de professer leur religion moyennant tribut et sous réserve qu'ils respectent la domination des musulmans.
Les Omeyyades sont en période d’expansion à l'ouest : outre la péninsule Ibérique et la Septimanie, ils débarquent en Sicile, qui est conquise en 720 ; la Sardaigne, la Corse et les Baléares (conquête définitive en 902) suivent en 724.
Les gouverneurs à la tête de la Septimanie lancent alors des expéditions ponctuelles (ġazawāt) en Aquitaine pour s'emparer de butin. Eudes d'Aquitaine, duc d'Aquitaine et de Vasconie, se retrouve en première ligne. En 721, il parvient à arrêter les musulmans à Toulouse, allié pour la première fois aux Francs.
À la suite de leur défaite à la bataille de Toulouse en 721, les Omeyyades arrêtent momentanément leurs attaques au-delà des Pyrénées pour reconstituer leurs forces.

### Campagne de 730

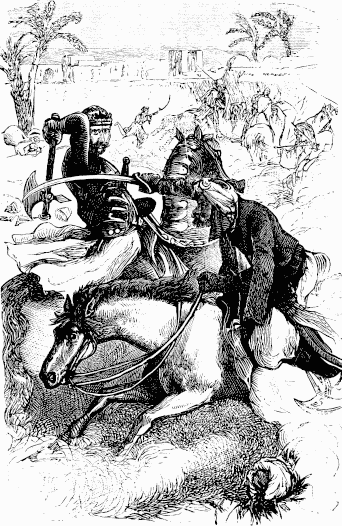
Bataille de Poitiers.

Quelques années plus tard, Eudes s'allie à Munuza, gouverneur dissident de Cerdagne et subordonné du gouverneur d'Al-ʾAndalus Ambiza. Munuza tente de se constituer une principauté indépendante en Cerdagne.
En 730, Abd al-Rahman ibn Abd Allah al-Ghafiqi est nommé gouverneur d'Al-ʾAndalus. Il met sur pied une grande armée, afin de conquérir le royaume franc.
En 732, il rassemble l'armée à Pampelune et dirige alors une expédition punitive contre Munuza, qui est battu et tué. Il traverse les Pyrénées par l'ouest, passant par Roncevaux. Avançant à grande vitesse, il envahit la Vasconie, traverse l'Aquitaine et arrive jusqu'à Bordeaux. La ville est prise et le commandant de la garnison de la ville meurt au cours de la bataille.
À la suite de cette défaite qui décime l'armée aquitaine, Eudes décide de demander l'aide de son ennemi Charles Martel, afin de contenir l'avancée des Omeyyades, et accepte de lui faire allégeance.
Abd al-Rahman est intercepté près de Poitiers par Charles Martel en 732, et tué durant la bataille. La conquête musulmane de l'Europe est ainsi partiellement stoppée.
Le choc contre la cavalerie franque, revêtue d'armures d'écailles, à la  bataille de Poitiers en 732, brise l'élan des cavaliers légers et rapides qui jusqu'ici l'ont emporté sur toutes les terres traversées et les troupes refluent peu à peu sur le sud de la France. Les musulmans chassés du royaume Franc se replient dans la péninsule Ibérique.
Charles Martel commence la réunion de l’Aquitaine sous contrôle des Vascons au royaume franc.

### Septimanie
Depuis la Septimanie, les attaques sarrasines continuent et menacent Arles et la Provence.
- 737 : bataille d'Avignon. Charles Martel brûle et détruit la ville d’Avignon.
- 737 : bataille de la Berre, les troupes de Charles Martel et wisigothes détruisent l'armée sarrasine en route vers la France et mettent fin à la colonisation arabe de Narbonne et du Languedoc.

Narbonne est reprise par Pépin le Bref en 759 dans de grandes difficultés. Ainsi, le siège de la ville dure sept ans, les Sarrasins y étant soutenus par les populations locales (qui étaient libres de pratiquer leur foi), restées majoritairement chrétiens ariens comme l'étaient la plupart de leurs seigneurs et comme l'étaient tous les Wisigoths avant 589 (conversion du roi Récarède Ier à Tolède lors du troisième concile de Tolède), hostiles à la conquête des Francs catholiques.
Pépin le Bref achève la conquête de la Septimanie, et les populations se réfugient dans le puissant émirat de Cordoue.
La Septimanie est considérée comme incluse dans les limites d'al-Andalus ceci longtemps encore après sa reprise par Pépin le Bref en 759.

### Aquitaine
742 et 743 voient les campagnes des fils de Charles Martel, Carloman et Pépin le Bref, contre l'Aquitaine et la Vasconie (et la Bavière).
Entre 760 et 768, Pépin le Bref entreprend chaque printemps des expéditions sanglantes contre le duc Waïfre, fils d'Hunald Ier. Le 2 juin 768, ce dernier est finalement tué par un des siens, Waratton, sur ordre de Pépin.
En 778, l'armée de Roland, piégée par le wali de Saragosse, a été défaite par les Vascons dans les montagnes basques de Roncevaux en revenant de Pampelune.

### Catalogne

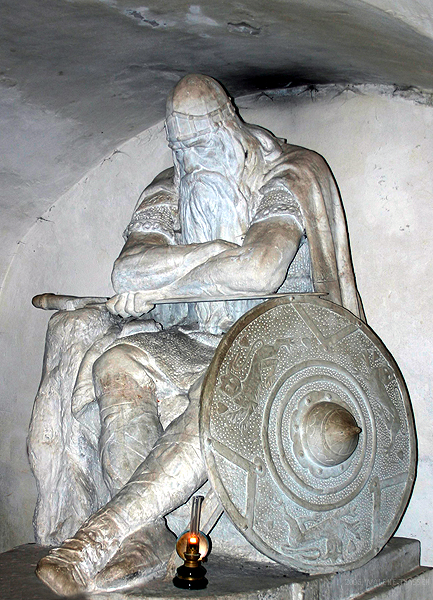
Le nationalisme catalan assimile la figure d'un père fondateur tel quOtger Cataló au personnage d'Ogier le Danois dans l'armée de Charlemagne. Otger Cataló figure dans le récit des neuf barons de la Marche hispanique de l'Empire carolingien.

En 777, lors de l'assemblée de Paderborn, en Saxe, Charlemagne reçoit des émissaires de plusieurs gouverneurs musulmans d'Espagne, y compris celui de Barcelone, en rébellion contre l'émirat de Cordoue. Sulayman s'engage à permettre aux Francs de s'emparer de Saragosse. Charlemagne décide de donner suite et d'intervenir dans le nord de l'Espagne pour sécuriser la frontière sud de l'Aquitaine.
En 777, Sulayman ben Yaqzan ibn al-Arabi est wali de Gérone et Barcelone lorsqu'il fait face à l'armée de Charlemagne.
Une double expédition est mise sur pied au printemps 778, et durant l'été les deux armées se rejoignent devant Saragosse, mais à ce moment, la ville est tenue par des loyalistes, contrairement à ce que prétendait Suleyman. Menacés d'une intervention de l'émir de Cordoue, les Francs lèvent le siège et quittent l'Espagne, après avoir pillé Pampelune.
Cet échec est augmenté du revers assez grave subi par l'arrière-garde de Charlemagne par les Vascons lors de la traversée des Pyrénées. L'embuscade, est principalement menée par des Basques, mais il est probable qu'y participent aussi des habitants de Pampelune et des ex-alliés musulmans de Charlemagne, mécontents d'une retraite aussi rapide (les otages remis par Suleyman sont libérés au cours de l'opération). Pour les contemporains, cette expédition passa à peu près inaperçue. Le souvenir du comte Roland tué dans l'embuscade ne se perpétua tout d'abord que parmi les gens de sa province, dans le pays de Coutances. Il fallut l'enthousiasme religieux et guerrier qui s'empara de l'Europe à l'époque de la première croisade (1095-1099) pour faire de Roland le plus héroïque des preux de l'épopée française et chrétienne et transformer la campagne dans laquelle il trouva la mort en une lutte gigantesque entreprise contre l'Islam par « Carles li reis nostre emperere magne ».
Par la suite, Charlemagne n'intervient plus personnellement en Espagne, laissant le soin des opérations aux responsables militaires de l'Aquitaine, les comtes de Toulouse Chorson, puis Guillaume de Gellone, puis le roi Louis lui-même.
- 785 : Les Francs prennent Gérone.
- 801 : Les Francs prennent Pampelune.

Malgré une défaite subie par Guillaume en Septimanie (793), les Aquitains réussissent à conquérir quelques territoires en Espagne : notamment Gérone, Barcelone (801), la Cerdagne et Urgell. En revanche, malgré trois tentatives menées par Louis, ils échouent à reprendre Tortosa. En 814, la ville de Saragosse et la vallée de l'Èbre restent donc musulmanes, pour encore très longtemps.
Après la prise de Barcelone en 801, la frontière entre son territoire et les terres arabes est intégré à la marche hispanique de l'empire carolingien. La marche est seulement un ensemble de comtés avec droits et libertés majeurs car tenus de répondre rapidement aux éventuelles attaques des musulmans. Elle va devenir une frontière et une base de reconquête rejointe par des chrétiens du sud qui ne se satisfont pas de la domination arabo-berbère et de certains excès. Ces comtés sont souvent modelés sur des évêchés chrétiens, mais ce n'est pas toujours le cas.

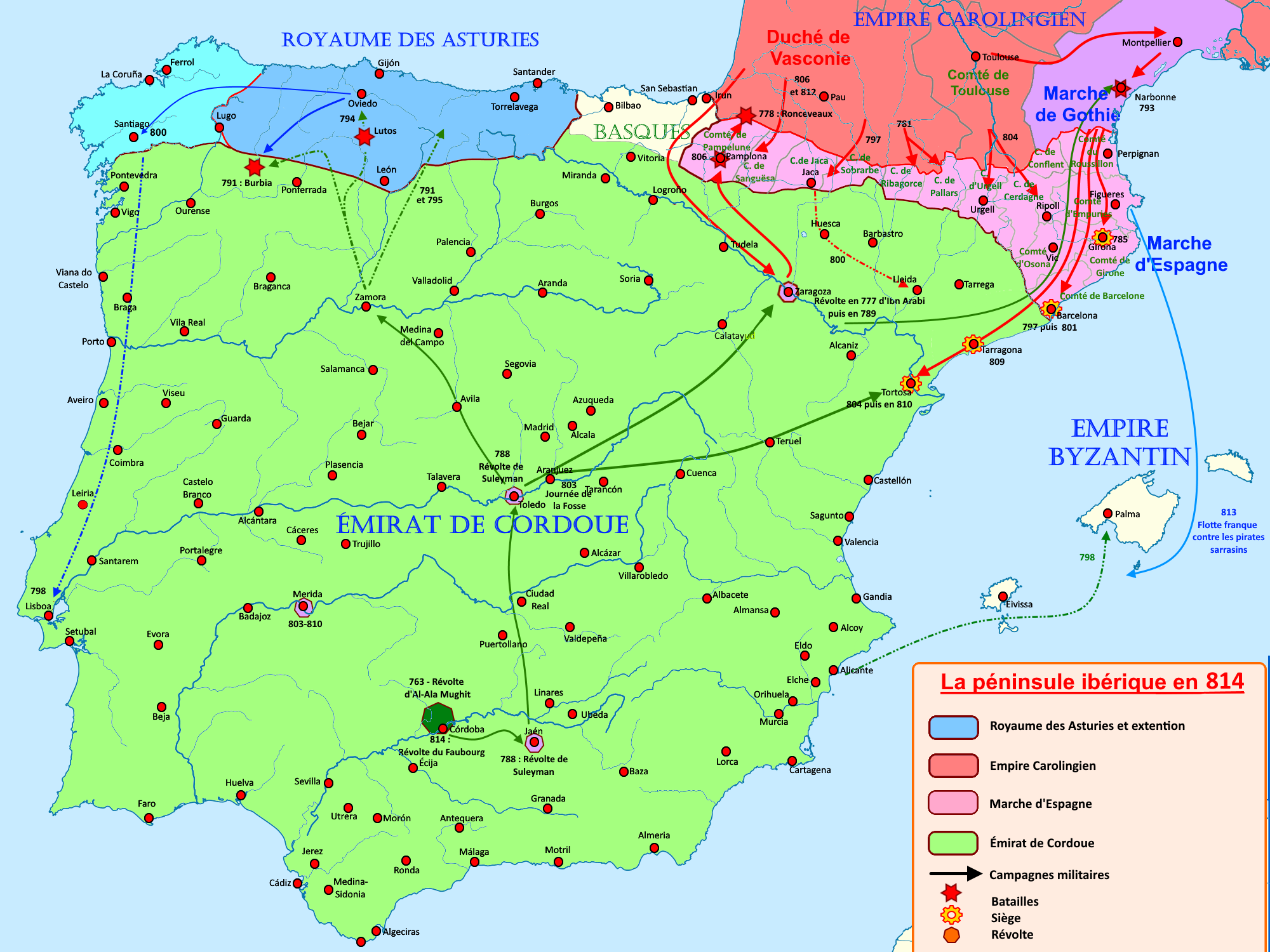
Les campagnes de Charlemagne.

### Reconquista
- 732 : les sarrasins sont repoussés à la bataille de Poitiers
- 750 : Les forces d'Alphonse Ier le Catholique, roi des Asturies, occupent la Galice abandonnée par les Berbères.
- 752 : le siège de Narbonne est mis en place initiant la Conquête carolingienne de la Marche d'Espagne.

Au début du IXe siècle, les musulmans occupent la péninsule Ibérique, à l'exception du royaume des Asturies jusqu'en 925 et de la marche d'Espagne.
Cette position sera sensiblement stable jusqu'au début du XIe siècle.

## Conversions et apparitions de nouveaux groupes sociaux
- Les mozarabes sont les descendants d'habitants chrétiens de l'Espagne (Wisigoths, Ibères, Celtibères) qui ne se convertirent pas à l'islam mais parlent l'arabe. Certains émigrèrent vers le nord lors de persécutions et de révoltes. Il existe encore des messes de rite mozarabe (messe catholique de langue arabisante) dans la région de Valence.
- Les muladis sont les chrétiens convertis à l'islam lors de la conquête.
- Les renégats sont des chrétiens qui se convertirent à l'islam, parfois par contrainte, et qui participaient dans certains cas aux raids pirates contre les chrétiens (exemple : Jan Janszoon).